# برنامج إيران النووي
أُطلق برنامج إيران النووي في فترة خمسينيات القرن العشرين بمساعدة من الولايات المتحدة جزءا من برنامج «الذرة من أجل السلام». حيث شاركت الولايات المتحدة والحكومات الأوروبية الغربية في البرنامج النووي الإيراني إلى أن قامت الثورة الإيرانية عام 1979 وأطاحت بشاه إيران.
بعد الثورة الإسلامية عام 1979، أمر روح الله الموسوي الخميني بحل أبحاث الأسلحة النووية السرية للبرنامج، إذ كان يعتبر هذه الأسلحة محظورة بموجب الأخلاق والفقه الإسلامي. ولكنه أعاد السماح بإجراء بحوث صغيرة النطاق في الطاقات النووية، وسمح بإعادة تشغيل البرنامج خلال الحرب الإيرانية العراقية، وقد خضع البرنامج لتوسع كبير بعد وفاة روح الله الخميني في عام 1989. وقد شمل البرنامج النووي الإيراني عدة مواقع بحث، اثنين من مناجم اليورانيوم ومفاعل أبحاث، ومرافق معالجة اليورانيوم التي تشمل محطات تخصيب اليورانيوم الثلاثة المعروفة.
يعتبر مفاعل بوشهر أول محطة للطاقة النووية في إيران، وقد اكتمل بمساعدة كبيرة قدمتها وكالة روساتوم الروسية الحكومية. وقد افتتح رسمياً في 12 سبتمبر 2011.
أعلنت إيران أنها تعمل على إنشاء مصنع جديد للطاقة النووية في دارخوين قدرته 360 ميجاوات. وقد أعلنت شركة Atomenergoprom (الشركة الهندسية الروسية المقاولة) بأن محطة بوشهر للطاقة النووية ستصل لكامل طاقتها الإنتاجية بحلول نهاية عام 2012. وأوضحت إيران أيضاً بأنها ستسعى لتصنيع محطات متوسطة الحجم لإنتاج الطاقة واستكشاف مناجم اليورانيوم في المستقبل.
في نوفمبر 2011، انتقدت الوكالة الدولية للطاقة الذرية مجلس محافظي إيران. وبعد تقرير الوكالة خلصت إلى أن إيران على الأرجح قد أجرت البحوث والتجارب الرامية إلى تطوير قدرات الأسلحة النووية قبل عام 2003.
يُوضح تقرير الوكالة تفاصيل المزاعم بأن إيران أُجريت دراسات تتعلق بتصميم الأسلحة النووية، بما في ذلك وضع المفجر، ووضع نقط متعددة من المواد شديدة الانفجار، والتجارب التي تنطوي على إمكانية حمل صواريخ نووية على مركبات ناقلة. وقد ذكر عدد من الخبراء النوويين الغربيين بأنه كان هناك القليل جداً من الجديد في التقرير، أنه المعني في المقام الأول الأنشطة الإيرانية قبل عام 2003، وأن وسائل الإعلام أعطت تقارير مبالغ فيها. إيران رفضت تفاصيل التقرير واتهمت الوكالة الموالية للغرب بالتحيز. وهددت بخفض تعاونها مع الوكالة الدولية.
في عام 2010 نشرت فتوى بتحريم إنتاج وتخزين واستخدام الأسلحة النووية للمرشد الأعلى للثورة الإسلامية في إيران علي الخامنئي على موقع مكتبه في ندائه للمؤتمر الدولي لنزع السلاح النووي في طهران. وأكّد خامنئي أن البرنامج النووي الإيراني هو لأغراض سلمية، وأن مبادئ الجمهورية الإسلامية تمنعها من اللجوء إلى استخدام الأسلحة النووية.
في عام 2015، تم توقيع خطة العمل الشاملة المشتركة (JCPOA) بين إيران والقوى الكبرى، والتي وضعت قيودًا صارمة على البرنامج النووي مقابل رفع جزئي للعقوبات. غير أن الولايات المتحدة انسحبت من الاتفاق عام 2018، مما أدى إلى إعادة فرض العقوبات وتوسيع البرنامج الإيراني.
تقرير صادر في أكتوبر 2023 قدّر أن مخزون إيران من اليورانيوم المخصب تجاوز الحد المسموح به وفق الاتفاق النووي لعام 2015 بأكثر من 22 ضعفًا، مع إمكانية تصنيع قنبلة نووية واحدة في غضون أسبوع، وسبع قنابل في غضون شهر.
وفي 12 يونيو 2025 أعلنت الوكالة الدولية للطاقة الذرية أن إيران غير ملتزمة بتعهداتها النووية، وذلك للمرة الأولى منذ عشرين عامًا. وردّت إيران بفتح موقع تخصيب جديد وتركيب أجهزة طرد مركزي متطورة. ويُنظر إلى تسريع إيران لتخصيب اليورانيوم على أنه جاء كرد مباشر على انهيار حزب الله وباقي أذرعها، ضمن ما وُصف بانهيار واسع لمحور المقاومة. هذا الانهيار، الذي مثّل ضربة استراتيجية لمصالح طهران الإقليمية، دفعها إلى تسريع خطواتها النووية في محاولة لتعويض خسائرها واستعادة توازن الردع. فردًا على هذه التطورات، نفذت إسرائيل في 13 يونيو 2025 سلسلة من الضربات الجوية استهدفت منشآت نووية في نطنز ومناطق أخرى، في خطوة وُصفت بأنها محاولة لعرقلة وصول إيران إلى القدرة النووية العسكرية التي تعتبرها إسرائيل تهديدًا وجوديًا.
وفي 21 يونيو 2025 ذكرت القناة 12 الإسرائيلية أن الجيش الإسرائيلي شن هجوما على منشآت نطنز النووية ودمرها بالكامل، كما أعلنت الوكالة الدولية للطاقة الذرية، أن ورشة لتصنيع أجهزة الطرد المركزي في نطنز تعرضت لهجوم غير أنه لم تكن هناك أي مواد نووية في الورشة المستهدفة، وأن الهجوم لن تكون له تبعات إشعاعية.
وفي فجر يوم الأحد 22 يونيو 2025 أعلن الرئيس الأمريكي دونالد ترامب نجاح الجيش الأمريكي في قصف ثلاث منشآت نووية في إيران وهي فوردو ونطنز وأصفهان باستخدام قاذفات B-2 الأمريكية، قائلاً: منشأة فوردو انتهت، وحسب صحيفة نيويورك تايمز، فإن أكثر من 30 طنًا من القنابل استُخدمت لتدمير محطة فوردو للطاقة النووية، معتبرة هذه الضربات أول عملية من نوعها تُنفذها القوات الأمريكية داخل إيران منذ الثورة الإسلامية عام 1979. وقد أكد مركز إدارة الأزمات في محافظة قم الإيرانية الهجوم مشيراً إلى تعرض جزء من منطقة موقع فوردو النووي لهجوم امريكي، كما أكدت محافظة أصفهان "تعرض منشأتي أصفهان ونطنز النوويتين لهجمات"، وفي الوقت نفسه أكدت وسائل إعلام إيرانية إجلاء المواقع النووية الثلاثة منذ فترة.
وفي يوم الخميس 26 يونيو 2025 صرح مدير الوكالة الدولية للطاقة الذرية غروسي أن إيران لا تمتلك أسلحة نووية لكنها كانت تمتلك ما يكفي من المواد لإنتاج نحو 12 قنبلة نووية وان الهجوم الأمريكي على منشآت إيران النووية لم يسفر عن تدمير البرنامج النووي الإيراني لكنه تعرض لأضرار جسيمة وأن أجهزة الطرد المركزي في موقع فوردو لم تعد صالحة للعمل.
وفي يوم الجمعة 27 يونيو 2025 وثقت صور أقمار صناعية عودة بعض النشاط إلى منشأة فوردو النووية الإيرانية، حيث أمكن رؤية مركبات ومعدات بناء بالقرب من الثقوب التي أحدثتها الغارات الجوية الأمريكية وحول مدخل المجمع تحت الأرض، كما رُصدت حفارة وجرافة كبيرة في المنشأة.

## الدوافع

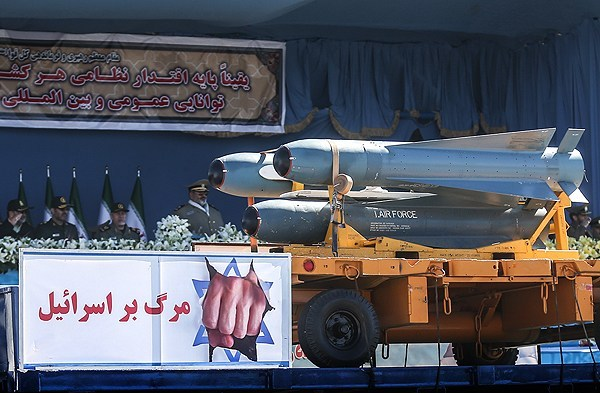
كلمة "الموت لإسرائيل" بالفضة في عرض عسكري في إيران. يُ إل لديها مج النووي الإيراني كوسيلة لـتدمير إسرائيل أو تهديد وجودها.

يُنظر إلى البرنامج النووي الإيراني على أنه يخدم عدة أهداف، بحسب تحليلات شائعة الاستشهاد بها. ويُعتبر وسيلة لـتدمير إسرائيل أو تهديد وجودها. وقد أكدت الولايات المتحدة أن إيران المزودة بسلاح نووي من المحتمل أن تستخدم قدراتها في محاولة إبادة إسرائيل. كما أُشير إلى أن امتلاك إيران للسلاح النووي قد يعزز من محاولاتها لتدمير إسرائيل تحت غطاء الردع النووي، مما يؤدي إلى عواقب كارثية.
ويُعتقد أيضًا أن البرنامج النووي الإيراني يعمل كأداة لحماية النظام الإيراني والدولة من العدوان الخارجي والهيمنة الأجنبية. وقد يخدم كذلك وسيلة للعدوان والهيمنة الإقليمية من خلال إبراز القوة. ويقول باحثون إن إيران النووية قد تشعر بجرأة أكبر لتعزيز دعمها للإرهاب والتمرد، وهي عناصر أساسية في استراتيجيتها، مع ردع أي انتقام محتمل بفضل قدرتها النووية المكتسبة حديثًا. كما أن احتمال نقل التكنولوجيا أو الأسلحة النووية إلى دول متطرفة أو منظمات إرهابية يزيد من المخاوف بشأن الإرهاب النووي.
وقد ارتبط البرنامج أيضًا بشكل وثيق بالفخر التكنولوجي القومي الإيراني، ويُعد رمزًا للتقدم العلمي والاستقلال الوطني.

## نظرة عامة

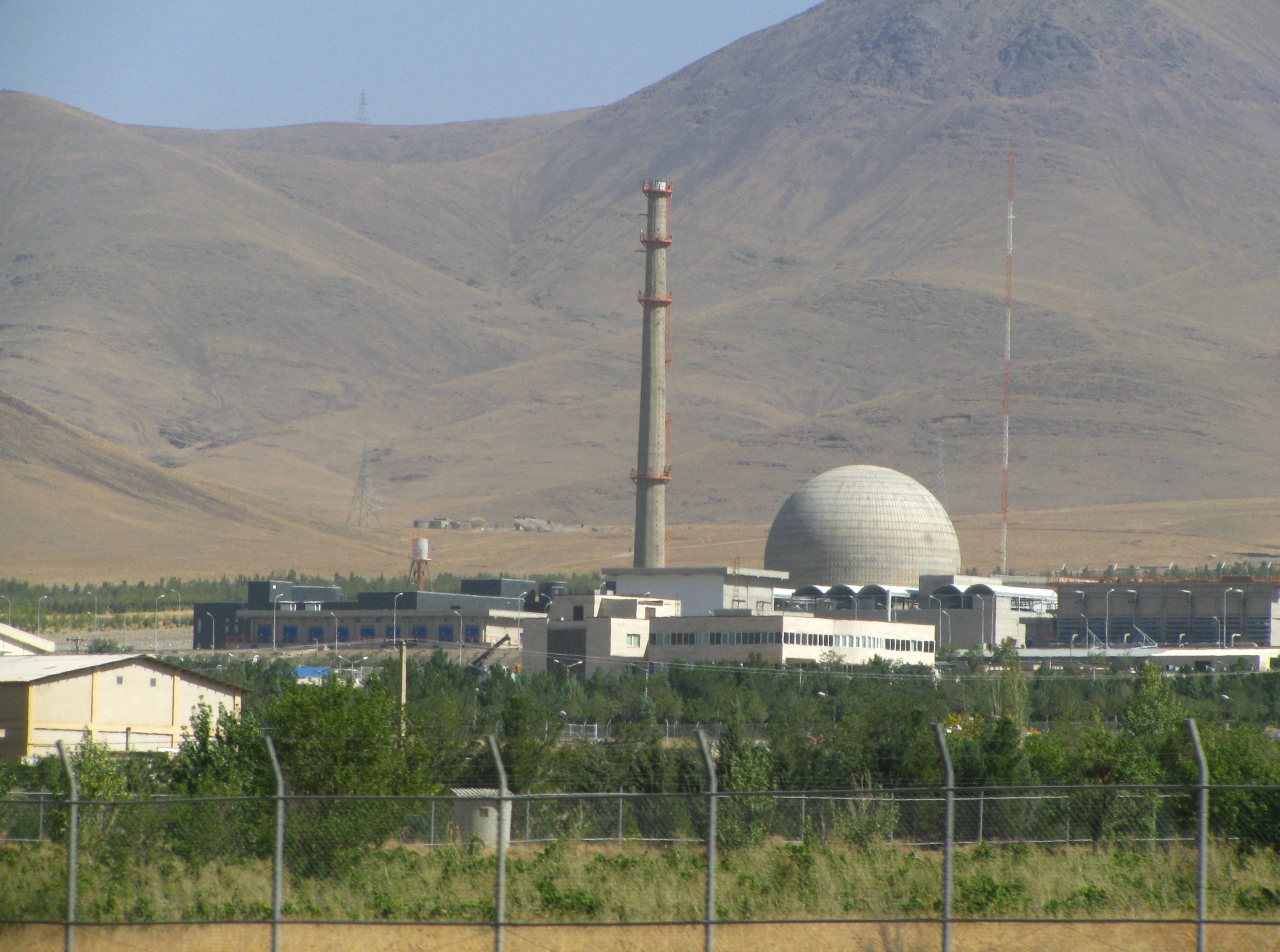
مرفق آي-آر في آراك، إيران

في عام 2003، أعطت الوكالة الدولية للطاقة الذرية (IAEA) في تقريرها ولأول مرة أن إيران لم تعلن مساهماتها النووية الحساسة وأنشطتها في التخصيب والمعالجة، ويمكن استخدامها  لتخصيب اليورانيوم ولإنتاج وقود للمفاعلات (في مستويات أعلى من التخصيب) لصنع أسلحة. وتقول إيران أن برنامجها النووي هو لأغراض سلمية،  وقامت بتخصيب اليورانيوم بنسبة أقل من 5٪، بما يتفق مع وقود لمحطة الطاقة النووية المدنية. تزعم إيران أيضاً أنها اضطرت إلى اللجوء إلى السرية بعد عدة ضغوط أمريكية وإجراء عقود نووية مع الحكومات الأجنبية لتسقط من خلالها. وبعد أن ذكر مجلس محافظي الوكالة الدولية بأن إيران لم تتوافق مع ضمانات السلامة مع مجلس الأمن الدولي، طالب المجلس بأن تعلق إيران أنشطة تخصيب اليورانيوم  في حين أن الرئيس الإيراني محمود أحمدي نجاد قد صرح بأن العقوبات هي «غير قانونية»، التي تفرضها «قوى الاستكبار»، وأن إيران قررت متابعة رصد برنامجها السلمي بنفسها ومن خلال «المسار القانوني المناسب»، للوكالة الدولية للطاقة الذرية.
بعد مزاعم العام حول أنشطة إيران النووية غير المعلنة سابقا، أطلقت وكالة الطاقة الذرية تحقيقا التي أبرمت في نوفمبر 2003 ان إيران قد فشلت بشكل منتظم لتلبية التزاماتها بموجب اتفاق ضمانات معاهدة الحد من انتشار الأسلحة النووية أن يقدم تلك الأنشطة إلى وكالة الطاقة الذرية، على الرغم من أنها ذكرت أيضا أي دليل على وصلات لبرنامج للأسلحة النووية. تأخر مجلس محافظي الوكالة استنتاج رسمي عدم الامتثال حتى سبتمبر 2005، وذكرت أن عدم الامتثال إلى مجلس الأمن الدولي في فبراير 2006.
بعد تقرير مجلس محافظي الوكالة بعدم توافق إيران لضمانات لمجلس الأمن التابع للأمم المتحدة، طالب المجلس إيران بتعليق برامج تخصيب اليورانيوم. وفرض المجلس عقوبات بعد أن رفضت إيران للقيام بذلك. وفي مايو 2009، اقترح الكونغرس الأمريكي بالولايات المتحدة، وبعد ذلك الأوروبيون، بأن يتم جدال حول الخداع الإيراني، وهو ما يعني أنه يجب مصادرة حقها في التخصيب، وهو منصب من المرجح أن يصل للتفاوض في محادثات مع إيران".
في مقابل وقف برنامجها لتخصيب اليورانيوم، قد عرضت إيران «ترتيب شامل وطويل الأجل والذي من شأنها أن تسمح لتطوير العلاقات والتعاون مع إيران على أساس الاحترام المتبادل وبناء الثقة الدولية في الطبيعة السلمية الخالصة للبرنامج النووي الإيراني». ومع ذلك، فقد رفضت إيران التخلي عن برنامجها لتخصيب اليورانيوم، معتبرة أن البرنامج ضروري لأمن الطاقة لديها، لذلك فأن مثل هذه «الترتيبات الشاملة على المدى الطويل» لا يمكن الاعتماد عليها في حد ذاتها، وتحرم من حقها غير القابل للتصرف السلمي للتكنولوجيا النووية. في يونيو 2009، في أعقاب الفترة الفورية للانتخابات الرئاسية الإيرانية المتنازع عليها، وافقت إيران مبدئيا عن اتفاق للتخلي عن مخزونها من اليورانيوم منخفض التخصيب مقابل الحصول على وقود لمفاعل للأبحاث الطبية، ولكن بعد ذلك تراجعت عن الصفقة. .
حاليا، ثلاثة عشر دول تملك تخصيب التشغيل أو منشآت إعادة المعالجة،  ولقد أعرب عدة أعضاء آخرين مصلحتهم في تطوير برامج تخصيب. وقد أيد جانب حركة عدم الانحياز الموقف الإيراني، وأعربت عن قلقها إزاء احتكار محتملة لإنتاج الوقود النووي.
لمعالجة المخاوف من أن برنامجها لتخصيب اليورانيوم يمكن تحويلها إلى استخدامات غير سلمية،  عرضت إيران لوضع المزيد من القيود على برنامجها لتخصيب اليورانيوم بما في ذلك، على سبيل المثال، في التصديق على البروتوكول الإضافي للسماح بعمليات تفتيش أكثر صرامة من قبل الوكالة الدولية للطاقة الذرية، وتشغيل منشأة تخصيب اليورانيوم في (ناتانز) كمركز وقود متعدد الجنسيات بمشاركة الممثلين الأجانب، وإعادة معالجة البلوتونيوم، وافتعال فوري لجميع اليورانيوم المخصب إلى قضبان لوقود المفاعل. عرضت إيران فتح برنامجها لتخصيب اليورانيوم لمشاركات أجنبية خاصة وعامة لعكس اقتراحات لجنة خبراء الوكالة الدولية والتي تم تشكيلها للتحقيق في طرق للحد من خطر الأنشطة الحساسة لدورة الوقود، وبحيث يمكن أن تسهم في القدرات الوطنية لإنتاج الأسلحة النووية. وقد أيد بعض الخبراء الأمريكيين، غير الحكومية، هذا النهج.
ولقد أصرت الولايات المتحدة على أن تلبي إيران مطالب مجلس الأمن الدولي بوقف برنامجها لتخصيب اليورانيوم [بحاجة لمصدر]. في كل حالة من الحالات الأخرى التي جعلت من مجلس محافظي الوكالة استنتاج من ضمانات عدم الامتثال لقوانينها أنها تنطوي على عمليات تخصيب سرية أو إعادة للمعالجة، وقد شمل هذا القرار (في حالتي العراق  وليبيا )) أو يتوقع أن تنطوي على (في حالة كوريا الشمالية ) كحد أدنى المنتهية في الأنشطة الحساسة لدورة الوقود
ووفقاً ل ((بيير غولدشميت))، نائب المدير العام السابق ورئيس قسم الضمانات في الوكالة، وهنري سوكولسكي، المدير التنفيذي لمركز تعليم سياسة حظر الانتشار، ذكر بعض حالات أخرى من عدم الامتثال للضمانات من قبل أمانة الوكالة (كوريا الجنوبية، مصر) ولم يتم الإبلاغ أبداً لمجلس الأمن لأن مجلس محافظي الوكالة لم يقدموا استنتاج رسمي لعدم الامتثال. ولذلك فإن في حالة كوريا الجنوبية، فهي تشارك في تخصيب اليورانيوم إلى مستويات قريبة من درجة إنتاج الأسلحة،  وقد ذكرت البلد بنفسها طوعاً نشاطها المعزول، وقد قال غولدشميت «لعبت الاعتبارات السياسية أيضا دوراً مهيمناً في قرار المجلس» بألا تجعل النتيجة رسمية لعدم الامتثال. and Goldschmidt has argued "political considerations also played a dominant role in the board's decision" to not make a formal finding of non-compliance.
في تقدير لإيران وقدراتها في تحقيق «نقطة الخطورة والانطلاق النووي»، تُعَرَّف بأنها عندما تستطيع إنتاج كمية كافية من اليورانيوم عالي التخصيب لوقود سلاح نووي - فإذا تواجد تصميم واحد يعمل، وتم اتخاذ قرار سياسي لتجميع ذلك - غير مؤكد. ويخلص تحليل مُفَصَّل من قِبَل علماء الفيزياء في اتحاد العلماء الأمريكيين أن مثل هذا التقدير يعتمد على العدد الإجمالي والكفاءة العامة لجهاز الطرد المركزي لإيران في العملية، وكمية اليورانيوم منخفض التخصيب الذي يُخزَن ليكون بمثابة «وسيط» لاحتمالات تخصيب عالية بالبرنامج 
في 23 مارس 2012، اقتبس الكونغرس الأمريكي تقرير خدمة أبحاث فبراير 2012 لتقرير الوكالة الرابع والعشرين (24) قائلاً أن إيران قد خزنت 240 باوند من اليورانيوم بنسبة تخصيب 20% - وهو مستوى التخصيب اللازم للتطبيقات الطبية - كدلالة على قدرتها في إثرائها لمستويات أعلى.
إن الثقافة السياسية المطروحة من إيران قد تطرح تحديات إضافية لبرنامج علمي يتطلب تعاوناً بين العديد من الأخصائيين التقنيين. ويرى بعض الخبراء أن التركيز المكثف على برنامج إيران النووي ينتقص من الحاجة للانخراط الدبلوماسي الأوسع مع الجمهورية الإسلامية.
وقد قال مسؤولو وكالة المخابرات الأمريكية الذين قابلتهم صحيفة النيويورك تايمز في مارس 2012؛ أنهم واصلوا تقييم وضع إيران، وأنها لم تعيد إعادة تشغيل برنامج التسليح الخاص بها، والذي قال في تقرير الاستخبارات الوطنية 2007 أن إيران قد توقفت في عام 2003، وعلى الرغم من ذلك فقد وجدت أدلة على أن بعض الأنشطة ذات الصلة واصلت التسليح. وورد أن الموساد الإسرائيلي يشارك هذا الاعتقاد.

## استخدامات الطاقة النووية في إيران
إن الكلام عن فوائد استخدام الطاقة النووية ومنافعه للأغراض السلمية هو حديث ناقص بطبيعة الحال؛ وذلك هذا المصدر القديم المعاصر من مصادر الطاقة يخضع لتطور مستمر، وفي كل مرة يكشف لهذه الطاقة استخدام جديد لم يكن في وقت سابق. فيكفي أن نشير هنا إلى أن طاقة احتراق طن واحد من الوقود النووية (الذري) تعادل ما يتولد عن احتراق 20 مليون طن من الفحم. هذا ما يجعل دولة مثل الولايات المتحدة الأمريكية تعتمد فيما يقارب 20% من احتياجات الكهربائية على الطاقات النووية. علماً بأن هذه النسبة قابلة للزيادة في المستقبل.
فكان على الدول النامية ان تكثف من جهودها حتى لا تبقى بمعزل عن التقنية التي ستكون نقطة تحول في تقدم وازدهار البشرية. ان هذه الاستراتيجية سوف تؤمن المستقبل الصناعي للدول النامية، حيث أن المفاعلات الاندماج النووي لن تكون لها الآثار السياسية العميقة التي تعكسها الطاقة النووية لمفاعلات الانشطار، لأن الوقود سيكون في متناول الجميع، وسيكون السبق لمن أحرز النجاح في خلق القاعدة العلمية الأساسية لعلوم البلازما والاندماج النووي.
فأمام الايران أحد اختيارين: الطاقة النووية، ووقود الحفريات؛ فإن الطاقة النووية لها الغلبة من حيث انخفاض التكاليف، والآمان التكنيكي، وتوفرها على المدى الطويل، والوقاية البيئية، واضافة إلى هذه المزايا مزية المكانة الدولية. ونفود احتياطي ايران من البترول يلتزم الايران بأن تستثمر قسطاً كبيراً من بقية دخلها من البترول في نظام للطاقة قادر على الصمود والبقاء خلال حقبة ما بعد البترول.
استخدام الطاقة النووية يستند إلى أسباب متعددة أخرى، منها برنامج تطویر إنتاج الطاقة والحصول على التقنیات المتقدمة وتنویع مصادر إنتاج الطاقة وتوفیر الامان والسلامة لمصادر الطاقة، وانتاج طاقة نقیة، والاخذ فی الاعتبار للدواعی البیئیة وضرورة المحافظة علیها، والاستفادة من الامتیازات التقنیة والاقتصادیة، ترى أن تطویر المحطات الذریة، ضرورة لامحید عنها فی برنامج إيران طویل الامد، لتأمین مصادر الطاقة.
وأما عن المرتكزات الكلية التي تقوم بها منظمة الطاقة الذریة لایران حسب التقارير، فی الوقت الراهن، فهی کالتالی:
- تخطیط وانشاء وتشغیل محطات إنتاج الکهرباء النوویة
- دورة الوقود النووی.
- إنشاء وتشغیل مفاعلات الأبحاث النوویة الانشطاریة والانصهاریة.
- إجراء الأبحاث فی مجال تطویر استخدام الاشعاعات الذریة فی مجالات الصناعة والزراعة والطب.
- مراقبة وتوفیر الامان (السلامة) للانشطة الذریة للبلاد، عبر مرکز الامان والسلامة الذریة.[83]

## تاريخ

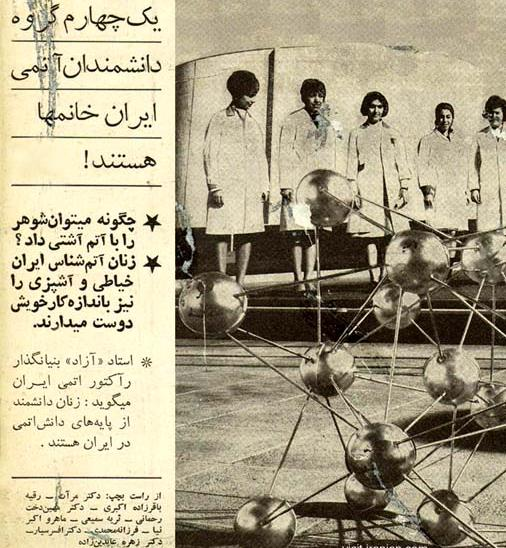
جريدة إيرانية، تعود لعام 1968، تعلن أن ربع علماء الطاقة الإيرانيين من النساء. الصورة تُظهر بعض الإناث الإيرانيات الحاصلات على درجة الدكتوراة أمام مفاعل طهران البحثي.

### خمسينات وستينيات القرن العشرين
قام الشاه بوضع الأساس لبرنامج إيران النووي يوم 5 مارس عام 1957، عندما تم الإعلان عن «الإتفاق المقترح للتعاون في مجال البحوث ومجال الإستخدامات السلمية للطاقة الذرية» تحت رعاية برنامج أيزنهاور «الذرة من أجل السلام». .
في عام 1967، تأسس مركز طهران للبحوث النووية (TNRC)، وتديرها منظمة الطاقة الذرية الإيرانية. وقد تم تجهيز مركز طهران بمفاعل أبحاث نووية بقدرة 5 ميغاواط والتي قدمتها الولايات المتحدة، والتي غذتها بيورانيوم عالي التخصيب.
وقعت إيران معاهدة عدم انتشار الأسلحة النووية (NPT) في عام 1968، وصدقت عليها في عام 1970، مما جعل البرنامج النووي الإيراني موضوع للتحقق الوكالة.

### أعوام السبعينات
وافق الشاه على خطط لبناء عدة محطات، بمساعدة الولايات المتحدة، لكي تصل إلى 23 محطة طاقة نووية بحلول عام 2000. وفي مارس عام 1974، تصورالشاه أن وقت إمداد النفط في العالم قد ينفد، وأعلن أن "النفط هي مادة أنبل بكثير من أن تُحرق". ... نحن نتصور إنتاج 23,000 ميغاواط من الكهرباء باستخدام محطات نووية "، وفي أقرب وقت ممكن.
كانت لإيران جيوب عميقة وعلاقات وثيقة مع الغرب. الشركات الأمريكية والأوروبية سارعت إلى القيام بأعمال تجارية في إيران. وسوف يكون بوشهر أول محطة ستزود الطاقة إلى المدينة الداخلية من شيراز. في عام 1975، قامت شركتي الائتلاف فرانكفورت وإرلانجن في شركتهما الوليدة «اتحاد كرافت ويرك إيه جي»، وهي مشروع مشترك بين شركة سيمنز AG وAEG، بتحرير عقد قيمته من 4-6 مليار لبناء مفاعل الماء المضغوط في محطة للطاقة النووية. وسينتجا 1,196 ميغاواط، وكان من المقرر أن يتم الانتهاء منه في عام 1981.
تم تشكيل شركة مساهمة باسم يوروديف لتشغيل محطة تخصيب اليورانيوم في فرنسا عام 1973 وذلك من قبل فرنسا، بلجيكا، إسبانيا والسويد. وفي عام 1975 ذهبت حصة السويد وهي 10٪ في شركة يوروديف إلى إيران نتيجة لترتيب بين فرنسا وإيران. أنشأت الحكومة الفرنسية شركة تابعة باسم كوجيما Cogéma ، كما انشأت الحكومة الإيرانية شركة تابعة لها أيضاً باسم سوفيديف (بالإنجليزية: Sofidif) وكانت حصتا كل منهما 60٪ و40٪ من الأسهم، على التوالي. في المقابل، استحوذت شركة سوفيديف حصة 25٪ في يوروديف، والتي تعطى إيران حصتها (ال 10٪) من يوروديف. قدم محمد رضا شاه بهلوي بليون دولار (وأخرى 180 مليون دولار في عام 1977 لبناء مصنع يوروديف، وليكون لديه الحق في شراء 10٪ من إنتاج الموقع.
وقع الرئيس جيرالد فورد توجيها في عام 1976 لتقدم طهران فرصة لشراء وتشغيل منشأة إعادة المعالجة الأمريكية الصنع لاستخراج البلوتونيوم من وقود المفاعل النووي. وكان الاتفاق لإنتاج'دورة الوقود النووي" كاملة . في نفس الوقت، كان ريتشارد تشيني، رئيس موظفي البيت الأبيض، وكان دونالد رامسفيلد وزير الدفاع. وذُكِر في الورقة الإستراتيجية لفورد "مقدمة من الطاقة النووية على حد سواء توفير الاحتياجات المتنامية للاقتصاد الإيراني واحتياطيات النفط الباقية الحرة للتصدير أو التحويل إلى البتروكيماويات."
أشار وزير الخارجية الأمريكية آنذاك هنري كيسنجر في عام 2005، "لا أعتقد أن مسألة حظر الانتشار قد وصلت". وبالرغم من أنه ذكرت وكالة الإستخبارات ال CIA لسنة 1974، أن الشاه لو كان على قيد الحياة حتى منتصف الثمانينات، وإذا كان للبلدان الأخرى [ولا سيما الهند] قد شرعت في تطوير الأسلحة. فإنه ليس لدينا أي شك في أن إيران ستحذو حذوها".
لقد وقع الشاه أيضاً اتفاقاً للتعاون النووي مع جنوب أفريقيا والتي بموجبها ستمول أموال النفط الإيرانية تطوير تكنولوجيا تخصيب الوقود في جنوب أفريقيا باستخدام عملية رواية «فوهة الطائرة»، وذلك في مقابل إمدادات مضمونة من جنوب أفريقيا (وناميبيا) لليورانيوم المخصب.

### في مرحلة ما بعد الثورة، 1979-1989
بعد ثورة 1979، تقطعت معظم التعاونات النووية الدولية مع إيران. وجادلت إيران في وقت لاحق أن هذه التجارب تشير إلى المرافق الأجنبية وإمدادات الوقود الأجنبية هي مصدر لا يمكن الاعتماد عليها من إمدادات الوقود النووي.
في وقت الثورة، كانت إيران مالك مشترك في يوروديف كمنشأة تخصيب فرنسية دولية، لكنها توقفت كمرفق توريد اليورانيوم المخصب إلى إيران بعد ذلك بوقت قصير. كما توقف اتحاد كرافت ويرك عن العمل في مشروع بوشهر النووي في يناير 1979، وبعد اكتمال 50% من مفاعل واحد، واكتمال 85% من المفاعلات الأخرى كاملة. وقد انسحبوا بالكامل من المشروع في يوليو 1979. وقالت الشركة أنها تقوم بعملها على عدم دفع إيران لـ 450 مليون دولار من المدفوعات المتأخرة،  في حين ادعت مصادر أخرى وقف البناء تحت ضغط من الولايات المتحدة.
قطعت الولايات المتحدة إمدادات من اليورانيوم عالي التخصيب كوقود اليورانيوم لمركز أبحاث طهران النووية، مما اضطر إيران لإغلاق المفاعل لعدة سنوات، حتى وقعت اللجنة الوطنية للطاقة الذرية في الأرجنتين في 1987-1988 على اتفاق مع إيران للمساعدة في تحويل مفاعل من وقود اليورانيوم عالي التخصيب إلى 19.75٪ اليورانيوم منخفض التخصيب، وتوريد اليورانيوم منخفض التخصيب إلى إيران. وتم تسليم اليورانيوم في عام 1993.
في عام 1981، خلص مسئولو الحكومة الإيرانية إلى أن التطور النووي في البلاد يجب أن يستمر. وأفادت تقارير وكالة الطاقة الذرية أن موقع أصفهان في مركز التكنولوجيا النووية (ENTEC) سيتصرف «كمركز لنقل وتطوير التكنولوجيا النووية، فضلاً عن المساهمة في تشكيل الخبرات المحلية والقوى العاملة اللازمة للحفاظ على برنامج طموح جداً في مجال تكنولوجيا المفاعلات النووية وتكنولوجيا دورة الوقود». وأبلغت وكالة الطاقة الذرية أيضاً عن أكبر قسم في شركة إنتك لاختبار المواد، والتي كانت مسئولة عن تصنيع البيليت UO2 لتصنيع الوقود، وقسم المواد الكيميائية التي كان هدفها هو التحويل من U3O8 إلى الصف النووية UO2.
في عام 1983، كان مسؤولو الوكالة حريصين على مساعدة إيران في الجوانب الكيميائية للمفاعل وتركيبه، والهندسة الكيميائية، وجوانب تصميم المحطات التجريبية لتحويل اليورانيوم والتآكل للمواد النووية، مفاعلات الماء الخفيف لتصنيع الوقود، وتطوير محطة تجريبية لإنتاج UO2 الصف النووية. ومع ذلك، فإن حكومة الولايات المتحدة «تدخلت مباشرة» للحيلولة عن المساعدة الدولية للطاقة الذرية في إنتاج إيران لكل من ال UO2 وUF6 . وقال مسئول أمريكي سابق «توقفنا في الدرب في مساراتها.» نتيجة لذلك، حددت إيران في وقت لاحق على التعاون الثنائي حول القضايا ذات الصلة بدورة الوقود مع الصين، ولكن وافقت الصين أيضا لإسقاط التجارة النووية الأكثر تميزاً مع إيران، بما في ذلك بناء محطة UF6، وذلك بسبب الضغوط الأمريكية.
في نيسان 1984، أعلنت الإستخبارات الألمانية الغربية أن إيران قد تكون قنبلة نووية في غضون سنتين من اليورانيوم القادم لها من باكستان. سرب الألمان هذا الخبر في أول تقرير للمخابرات الغربية العام لبرنامج الأسلحة النووية في ما بعد الثورة في إيران. وفي وقت لاحق من ذلك العام، أكد زعيم الأقلية في مجلس الشيوخ الأمريكي «آلان كرانستون» أن جمهورية إيران الإسلامية كانت منذ سبع سنوات بعيدة عن أن تكون قادرة على بناء سلاح نووي خاص لها.
خلال الحرب بين إيران والعراق، ألحقت القوات العراقية ضرراً في اثنين من مفاعلات بوشهر المتعددة. فوصل العمل على البرنامج النووي إلى طريق مسدود. أخطرت إيران الوكالة الدولية للطاقة الذرية عن التفجيرات، واشتكت من التقاعس الدولي واستخدام الصواريخ الفرنسية المحرزة في الهجوم.

### 1990-2002
من بداية أعوام التسعينات، شكلت روسيا منظمة بحثية مشتركة مع إيران باسم «برسيبوليس» والتي أمدت إيران بخبراء الطاقة النووية الروسية، والمعلومات التقنية. ساعدت خمس مؤسسات روسية، بما في ذلك وكالة الفضاء الإتحادية الروسية طهران لتحسين صواريخها. وتمت الموافقة على تبادل المعلومات الفنية مع إيران شخصياً من قِبَل مدير ال إس في آر، تروبنيكوف. وكان الرئيس بوريس يلتسين لديه «سياسة المسار الثاني» لتقديم التكنولوجيا النووية التجارية لإيران ومناقشة القضايا مع واشنطن. .
في عام 1990، بدأت إيران أن تنظر إلى الخارج نحو شركاء جدد لبرنامجها النووي، ولكن نظراً للمناخ السياسي المختلف جذريا والعقوبات الاقتصادية الأمريكية العقابية، وُجِد عدد قليل من المرشحين.
في عام 1991، تم التوصل إلى اتفاق للخلاف الفرنسي الإيران منذ عام 1979 (انظر ما بعد الثورة، 1979-1989): فرنسا ردت أكثر من 1.6 مليار دولار. وظلت إيران مساهمة في يوروديف عبر سوفيديف Sofidif، وكانت أحد المساهمين الكونسورتيوم الفرنسي الإيراني بنسبة 25٪ من اليوروديف. ومع ذلك، امتنعت إيران من أن تسأل عن إنتاج اليورانيوم.
في عام 1992، في أعقاب مزاعم وسائل الاعلام حول أنشطة نووية غير معلنة في إيران، دعت إيران مفتشي الوكالة الدولية إلى البلاد وسمحت لهؤلاء المفتشين لزيارة جميع المواقع والمرافق التي طلبوا أن يروها. وذكر المدير العام بليكس أن جميع الأنشطة التي شاهدوها تتفق مع الاستخدام السلمي للطاقة الذرية. . شملت زيارات هذه الوكالة مرافق غير معلنة ومشروع تعدين اليورانيوم الوليدة في إيران في ساغاند Saghand. . وفي العام نفسه، كشف مسئولوا الأرجنتين أن بلادهم قد ألغت بيع معدات نووية مدنية لإيران بقيمة 18 مليون دولار، تحت ضغط الولايات المتحدة.
في عام 1995، وقعت إيران عقداً مع روسيا في وزارة الطاقة الذرية لاستئناف العمل جزئياً في محطة بوشهر بالكامل، وتركيب في مبنى بوشهر I الموجودة لإمداد 915 ميغاواط VVER-1000 بمفاعل الماء المضغوط، وتوقع الانتهاء منه في عام 2009 .
في عام 1996، أقنعت الولايات المتحدة جمهورية الصين الشعبية على الانسحاب من عقد البناء لمحطة تحويل اليورانيوم. ومع ذلك، فإن الصين قدمت مخططات مرفقة للإيرانيين، والتي نصحت الوكالة بأن تواصل العمل على البرنامج، حتى أن مدير الوكالة، محمد البرادعي، قد زار موقع البناء.
وفقا لتقرير صادر عن العدالة الأرجنتينية في عام 2006،ما بين متحدثاً عن الفترة ما بين أواخر 1980 أعوام وأوائل أعوام1990 . فإن الولايات المتحدة قد ضغطت على الأرجنتين لإنهاء تعاونها النووي مع إيران. ومنذ أوائل 1992-1994 تمت مفاوضات بين الأرجنتين وإيران ووُقِعَت بهدف إعادة تأسيس الاتفاقات الثلاثة المحرزة في 1987-1988.

### 2002-2006
في 14 أغسطس عام 2002، علي رضا جعفر زاده، المتحدث باسم الجماعة الإيرانية المنشقة من المجلس الوطني للمقاومة في إيران، كشف علناً عن وجود موقعين نوويين قيد الإنشاء: منشأة تخصيب اليورانيوم في نطنز (جزء منها تحت الأرض)، ومرفق المياه الثقيلة في أراك. وقد اقترح بشدة بأن وكالات الاستخبارات تعرف بالفعل عن هذه المرافق إلا أن هذه التقارير صُنِّفَت وحجبها.
سعت الوكالة على الفور للوصول إلى هذه المرافق ومزيد من المعلومات والتعاون مع إيران بشأن برنامجها النووي. ووفقاً للترتيبات المعمول بها في الوقت المناسب لتنفيذ اتفاق الضمانات بين إيران والوكالة،  لم تسمح إيران لمفتشى الوكالة زيارة المنشأة النووية الجديدة قبل مُضي ستة أشهر من إدخال المواد النووية في تلك المنشأة. في ذلك الوقت، لم يكن مطلوباً من إيران أن تبلغ الوكالة من وجود هذا المرفق. وكانت مدة الـ «ستة أشهر» شرط قياسي لتنفيذ جميع اتفاقات الضمانات الدولية للطاقة الذرية حتى عام 1992، وقرر مجلس محافظي الوكالة أن المرافق يجب الإبلاغ عنها خلال مرحلة التخطيط، وحتى قبل بدء البناء. وكانت إيران آخر بلد تقبل هذا القرار، وفعلت ذلك فقط يوم 26 فبراير 2003، بعد أن بدأ تحقيقاً دولياً للطاقة الذرية.
في مايو 2003، بعد وقت قصير من الغزو الأمريكي للعراق، قامت عناصر من الحكومة الإيرانية بقيادة محمد خاتمي بتقديم اقتراح سري عن «صفقة كبرى» من خلال القنوات الدبلوماسية السويسرية. وعرضت بشفافية كاملة برنامجها النووي الإيراني والانسحاب من الدعم لحماس وحزب الله، في مقابل حصولها على ضمانات أمنية من الولايات المتحدة وتطبيع العلاقات الدبلوماسية. وقالت إن إدارة بوش لم تستجب لهذا الاقتراح، كما شكك مسئولون أمريكيون كبار أصالتها. وبورك الاقتراح على نطاق واسع من قبل الحكومة الإيرانية، بما في ذلك المرشد الأعلى آية الله خامنئي.
تعهدت فرنسا وألمانيا والمملكة المتحدة (الاتحاد الثلاثي الأوروبي) بمبادرة دبلوماسية مع إيران لحل المسائل حول برنامجها النووي . وفي 21 أكتوبر 2003، في طهران، أصدرت الحكومة الإيرانية والاتحاد الأوروبي وثلاثة وزراء خارجية بياناً معروفاً باسم إعلان طهران  حيث وافقت إيران على التعاون مع الوكالة، لتوقيع وتنفيذ البروتوكول الإضافي باعتباره طواعية، ومبنياً على بناء الثقة، وتعليق أنشطة التخصيب وإعادة المعالجة أثناء المفاوضات. في المقابل، وافق الاتحاد الثلاثي الأوروبي صراحة على الاعتراف بحقوق إيران النووية ومناقشة سبل يمكن أن توفرها إيران بـ«ضمانات مرضية» بشأن برنامجها النووي، وبعد ذلك ستكسب إيران تسهيل الوصول إلى تكنولوجيا حديثة.
وقعت إيران على البروتوكول الإضافي يوم 18 ديسمبر عام 2003، ووافقت على التصرف كما لو أن البروتوكول ساري المفعول، مما جعل التقارير المطلوبة إلى وكالة الطاقة الذرية والسماح الوصول من قبل مفتشي الوكالة، في انتظار تصديق إيران على البروتوكول الإضافي.
وذكرت وكالة الطاقة الذرية في 10 نوفمبر 2003 في تقريرها، ، أنه «من الواضح أن إيران قد فشلت في عدد من الحالات على مدى فترة طويلة من الوقت لتلبية التزاماتها بموجب اتفاق الضمانات وذلك فيما يتعلق بالإبلاغ عن المواد النووية ومعالجتها واستخدامها، فضلا عن إعلان المرافق التي تم تجهيزها وتخزين المواد بها». إيران كانت ملزمة بإبلاغ الوكالة الدولية بإستيراد اليورانيوم من الصين واستخدامها فيما بعد ذلك في تجارب تحويل اليورانيوم وأنشطة التخصيب. وكانت ملزمة أيضاً بأن تُقدم تقريراً إلى التجارب الدولية للطاقة الذرية لفصل البلوتونيوم. ومع ذلك، تراجعت الجمهورية الإسلامية عن وعودها للسماح للوكالة للقيام بعمليات تفتيش، وعلقت اتفاق البروتوكول الإضافي المذكورة أعلاه في أكتوبر 2005.
قائمة شاملة من «الانتهاكات» الإيرانية المحددة من اتفاقها مع ضمانات الوكالة، التي وصفتها وكالة الطاقة الذرية كجزء من «نمط الإخفاء»، ويمكن العثور عليها في 15 نوفمبر 2004، تقرير وكالة الطاقة الذرية بشأن البرنامج النووي الإيراني. يعزو لإيران فشلها في الإبلاغ عن بعض عمليات الاستحواذ والأنشطة على المعوقات التي تضعها الولايات المتحدة، والتي ما ورد تضمنها للضغط على الوكالة ولوقف تقديم المساعدة التقنية لبرنامج تحويل اليورانيوم الإيراني في عام 1983. وفيما يتعلق بمسألة ما إذا كانت إيران تملك أسلحة نووية مخفية للبرنامج، ففي تشرين الثاني 2003، تم تقديم تقرير للوكالة الأمريكية أنها لم تجد أي دليل على أن الأنشطة غير المعلنة سابقاً كانت تتعلق ببرنامج الأسلحة النووية، ولكنها ذكرت أيضاً، أنها لم تستطع أن تخلص إلى أن برنامج إيران النووي سلمي فقط.
في يونيو 2004، بدأ البناء على المفاعل آي آر-40، وهو مفاعل (ماء ثقيل) وذو قدرة 40 ميجاوات، تم دعمه من فريق الاتحاد الأوروبي الثلاثي.

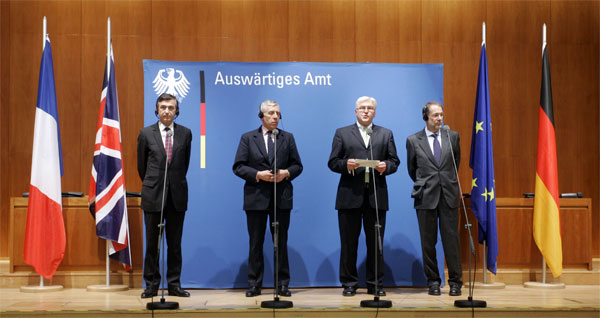
ممثلي الاتحاد الثلاثي الأوروبي

بموجب شروط اتفاق باريس ، يوم 14 نوفمبر 2004، أعلن كبير المفوضين النوويين الإيرانيين بوقف طوعي ومؤقت لبرنامج تخصيب اليورانيوم، مع العلم أن التخصيب ليس انتهاكا لمعاهدة حظر الانتشار النووي. وهو تنفيذ طوعي للبروتوكول الإضافي. وذلك بعد ضغوط من المملكة المتحدة وفرنسا وألمانيا نيابة عن الإتحاد الأوروبي (الاتحاد الأوروبي، والمعروف في هذا السياق (الإتحاد الثلاثي). كما قيل أن التدبير في الوقت المناسب ليكون لبناء الثقة الطوعية، وأن يستمر لفترة معقولة من الزمن (يجري ذكرها ستة أشهر كمرجع) كما استمرت المفاوضات مع الاتحاد الأوروبي الثلاثي. وفي 24 نوفمبر، سعت إيران إلى تعديل شروط اتفاقها مع الاتحاد الأوروبي لإستبعاد عدد قليل من المعدات من هذه الصفقة للعمل البحثي. وقد انخفض هذا الطلب بعد ذلك بأربعة أيام. ووفقا للسيد حسين موسويان، أحد الممثلين الإيرانيين في مفاوضات اتفاق باريس، أن الإيرانيين وجهة نظرهم واضحة لنظرائهم الأوروبيين أن إيران لن تنظر في وضع نهاية دائمة لتخصيب اليورانيوم:
قبل باريس [الاتفاق] تم توقيع النص، بقلم الدكتور حسن روحاني ... وقد أكد أنه لا ينبغي الكلام ولا حتى التفكير في التعليق أكثر من ذلك. وتم تسليم السفراء رسالته إلى وزراء خارجيتهم قبل التوقيع على النص المتفق بباريس ... ووضَّح الإيرانيين لنظرائهم الأوروبيين أنه إذا سعى هذا الأخير إلى الإنهاء الكامل لأنشطة إيران دورة الوقود النووي، فلن يكون هناك أي مفاوضات. وقد أجاب الأوروبيون أنهم لا يبحثون عن مثل هذا الإنهاء، إلا تأكيداً على عدم تحويل البرنامج النووي الإيراني لغايات عسكرية.
في فبراير 2005، ضغطت إيران على الاتحاد الثلاثي لتسريع المحادثات، والتي رفض الاتحاد للقيام بذلك. أدلت المحادثات تقدماً يُذكر بسبب المواقف المتباينة من الجانبين. وفي أوائل أغسطس 2005، بعد انتخابات يونيو حزيران من محمود أحمدي نجاد رئيسا لإيران، فضت إيران أختام على معداتها لتخصيب اليورانيوم في أصفهان، الذي وصفه مسئولون المملكة المتحدة «خرقا لاتفاق باريس»  على الرغم من أنه لايمكن أن ينتهك الإتحاد الأوروبي شروط اتفاقية باريس التي تُطالب إيران بالتخلي عن تخصيبها النووي. وبعد عدة أيام، عرض الاتحاد الأوروبي الثلاثي على إيران حزمة اتفاقات في مقابل وقف دائم للتخصيب. ويقال، أنه أثري من الفوائد في المجالات السياسية والتجارية والنووية، فضلا عن إمدادات طويلة الأجل للمواد النووية وضمانات عدم الاعتداء من قبل الاتحاد الأوروبي (ولكن ليس من قِبل الولايات المتحدة). Mohammad Saeedi, the deputy head of Iran's atomic energy organization rejected the offer, terming it "very insulting and humiliating" وقال محمد سعيدي، نائب رئيس منظمة الطاقة الذرية الإيرانية أنه رفض العرض، والتي اعتبرها بمثابة «صندوق فارغ». وقد وصف أحد المحللين المستقلين الآخرين هذا التعليق بأنه «رد مهين للغاية» وقد أعلنت إيران أنها سبقت باستأناف تخصيب اليورانيوم من قبل انتخاب الرئيس الإيراني أحمدي نجاد بعدة أشهر. كان التأخير في إعادة تشغيل البرنامج للسماح للوكالة لإعادة تركيب معدات الرصد. وقد تزامن الاستئناف الفعلي للبرنامج مع انتخاب الرئيس محمود أحمدي نجاد، وتعيين علي لاريجاني كبير المفوضين النوويين الإيرانيين.
في عام 2005، رفضت ألمانيا تصدير أي معدات نووية أكثر أو رد الأموال المدفوعة من قبل إيران لمثل هذه المعدات في أعوام الثمانينات. انظر ردود الفعل الأوروبية 1979-1989. (See برنامج إيران النووي
في أغسطس 2005، وبمساعدة من باكستان  خلصت مجموعة من خبراء حكومة الولايات المتحدة والعلماء الدوليين أن آثار اليورانيوم في صنع الأسلحة عثر عليها في إيران وقد جاءت من معدات باكستانية ملوثة ولكنها ليست دليلا على وجود برنامج للأسلحة النووية السرية في إيران. وفي سبتمبر 2005، أبلغ المدير العام للوكالة محمد البرادعي أن «معظم» آثار اليورانيوم عالي التخصيب عثر عليها في إيران من قبل مفتشي الوكالة جاءت من مكونات أجهزة الطرد المركزي المستوردة وللتأكد من صحتها طالبت إيران وأقرت بأنها نابعة من آثار التلوث. كما وردت مصادر في فيينا ووزارة الخارجية أنها ذكرت؛ أن لجميع الأغراض العملية، تم حل قضية اليورانيوم عالي التخصيب.
في 4 فبراير 2006، صوت 35 من محافظي مجلس أعضاء وكالة الطاقة الذرية 27-3 (مع خمسة أعضاء عن التصويت: الجزائر، وبيلاروس واندونيسيا وليبيا وجنوب أفريقيا) لإحالة إيران إلى مجلس الأمن الدولي. وقد رعت هذا الإجراء من جانب المملكة المتحدة وفرنسا وألمانيا، وكانت مدعومة من قبل الولايات المتحدة. وقد وافق عضوين دائمين من المجلس هما روسيا والصين، إلى الإحالة فقط على شرط أنه ليس على المجلس عدم اتخاذ أي إجراء قبل مارس. وكان من بين الأعضاء الثلاثة الذين صوتوا ضد الإحالة هم فنزويلا وسوريا وكوبا. في المُقابل، ورداً على ذلك في 6 فبراير 2006، أن إيران علقت التنفيذ الطوعي للبروتوكول الإضافي وجميع أشكال التعاون الطوعي وغير الملزم قانونا أخرى مع وكالة الطاقة الذرية وهو ما يتجاوز المطلوب بموجب اتفاق الضمانات الخاص بها.
في أواخر فبراير 2006، أثار رئيس الوكالة الدولية للطاقة الذرية الدكتور محمد البرادعي على اقتراح صفقة، حيث ستتخلى إيران بموجبه عن برنامجها لتخصيب اليورانيوم على النطاق الصناعي، وأن يتم استبداله ببرنامج صغير لمنشأة رائدة على نطاق صغير، وتوافق على استيراد الوقود النووي من روسيا (انظر بنك الوقود النووي). وأشار الإيرانيون أنهم لن يكون على استعداد للتخلي عن حقهم في تخصيب اليورانيوم من حيث المبدأ، ولكنهم على استعداد للنظر في حل وسط قابل للمساومة. ومع ذلك، ففي مارس 2006، أعلنت إدارة بوش بوضوح أنها لن تقبل أي تخصيب على الإطلاق في إيران.
قرر مجلس محافظي الوكالة تأجيل إصدار التقرير الرسمي إلى مجلس الأمن التابع للأمم المتحدة لعدم امتثال إيران (مطلوب مثل هذا التقرير بموجب المادة 12-ث من النظام الأساسي للوكالة)،  حتى 27 فبراير 2006. يأخذ المجلس عادة القرارات بتوافق الآراء، ولكن في قرار نادر تم اعتماد هذا القرار عن طريق التصويت، وقد غاب 12 عضواً عن التصويت.
في 11 أبريل 2006، أعلن الرئيس الإيراني محمود أحمدي نجاد أن إيران نجحت في تخصيب اليورانيوم. قام الرئيس أحمدي نجاد الإعلان في خطاب تلفزيوني من مدينة مشهد بشمال شرق البلاد، حيث قال «إنني أعلن رسمياً في حديثي هذا أن إيران قد انضمت إلى النادي النووي والبلدان التي تمتلك التكنولوجيا النووية.» وقد نجحت في تخصيب اليورانيوم بنسبة 3.5٪ باستخدام أكثر من 100 جهاز طرد مركزي.
في 13 أبريل 2006، بعد أن قالت وزيرة الخارجية الأمريكية كوندوليزا رايس (في 12 نيسان 2006) أنه على مجلس الأمن أن ينظر في "خطوات قوية" لحث طهران على تغيير مسارها في طموحها النووي؛ تعهد الرئيس أحمدي نجاد أن إيران لن تتراجع عن تخصيب اليورانيوم وأن العالم يجب أن يعامل إيران كقوة نووية، قائلا "ردنا على أولئك الذين هم غاضبون بحق إيران في إنجاز دورة وقود نووية كاملة (في جملة واحدة فقط)، نحن نقول لهم: "كن غاضباً علينا، وموتوا بغيظكم، لأننا لن نجري محادثات مع أي شخص عن حق الأمة الإيرانية في تخصيب اليورانيوم".
في 14 أبريل 2006، نشر معهد العلوم والأمن الدولي (آي إس آي إس) سلسلة من صور الأقمار الصناعية التي تحلل وتشرح المنشآت النووية الإيرانية في نطنز وأصفهان. ووردت في هذه الصور مدخل لنفق جديد بالقرب من منشأة تحويل اليورانيوم (UCF) في أصفهان، واستمرار البناء في موقع نطنز لتخصيب اليورانيوم. وبالإضافة إلى ذلك، سلسلة من الصور التي يعود تاريخها إلى عام 2002 حيث تظهر مباني تخصيب تحت الأرض وتغطية لاحقة من قبل التربة والخرسانة وغيرها من المواد. وكانت كل المرافق تخضع بالفعل لعمليات تفتيش للوكالة الدولية والضمانات.
وردَّت إيران على مطلب وقف تخصيب اليورانيوم في 24 أغسطس 2006، وقدمت طلباً للعودة إلى طاولة المفاوضات ولكنها رفضت إنهاء تخصيب اليورانيوم.
وقال غلام علي حداد عادل، رئيس البرلمان الإيراني، في 30 أغسطس 2006، إن إيران لديها الحق في «الاستخدام السلمي للتكنولوجيا النووية وقد توافق كل المسئولين الآخرين على هذا القرار»، ووفقاً لوكالة أنباء الطلبة الإيرانية شبه الرسمية «فإن إيران قد فتحت باب المفاوضات لأوروبا، وتأمل أن تتم الإجابة على حزمة الموضوعات النووية وتقديمها إلى طاولة المفاوضات».
وفي القرار 1696 ليوم 31 يوليو 2006، طالب مجلس الأمن التابع للأمم المتحدة بتعليق إيران لجميع الأنشطة ذات الصلة بالتخصيب وإعادة المعالجة.
وفي قرار مجلس الأمن الدولي رقم 1737 بيوم 26 ديسمبر عام 2006، فرض المجلس سلسلة من العقوبات على إيران لعدم امتثالها لقرار مجلس الأمن في وقت سابق، وطالب بإتخاذ قرار إيران بتعليق الانشطة المتعلقة بتخصيب اليورانيوم بدون تأخير. These sanctions were primarily targeted against the transfer of nuclear and ballistic missile technologies استهدفت العقوبات في المقام الأول نقل التكنولوجيات النووية والصاروخية. واستجابة لمخاوف الصين وروسيا، كانت العقوبات أخف من التي سعت إليها الولايات المتحدة. جاء هذا القرار من وكالة الطاقة الذرية وسمحت لإيران عمليات التفتيش بموجب اتفاق الضمانات ولكنها لم تعلق أنشطتها المتعلقة بتخصيب اليورانيوم.

### 2007 حتى الآن

#### مجلس الأمن الدولي
لقد أصدر مجلس الأمن الدولي سبعة قرارات خاصة بإيران:
- القرار رقم 1696 (31 يوليو 2006)، وقد طالب إيران بتعليق أنشطتها لتخصيب اليورانيوم استناداً إلى الفصل السابع من ميثاق الأمم المتحدة لجعل هذا الطلب ملزماً قانوناً بشأن إيران.
- القرار 1737 (23 ديسمبر 2006)، وقد فرض العقوبات بعد أن رفضت إيران تعليق أنشطة تخصيب اليورانيوم، وطالبت بقطع التعاون النووي، وطالبت أيضاً تعاون إيران بالتعاون مع الوكالة الدولية، وتجميد أصول عدد من الأشخاص والمنظمات المرتبطة بالبرامج النووية والصاروخية الإيرانية. وقد أنشأت لجنة لمراقبة تنفيذ العقوبات.[154]
- القرار 1747 (24 مارس 2007)، وقد وسعت لائحة عقوبات الكيانات الإيرانية ورحبت باقتراح الدول الخمس دائمة العضوية في مجلس الأمن بالإضافة إلى ألمانيا من أجل حل المسائل المتعلقة ببرنامج إيران النووي.
- قرار المجلس رقم 1803 (3 مارس 2008) لتمديد تلك العقوبات إلى أشخاص وكيانات إضافية، وفرض قيود على سفر الأشخاص، وشريط الصادرات من السلع ذات الاستخدام المزدوج النووي والمتعلق بالصواريخ إلى إيران.[155]
- القرار رقم 1835 (27 سبتمبر 2008) التأكيد على القرارات الأربعة السابقة، وهو الوحيد من السبعة الذي لم يتم استدعائه للفصل السابع.
- القرار 1929 (9 يونيو 2010) فرض حظر الأسلحة الذي تفرضه كاملاً على إيران، كما منعت إيران من أي أنشطة تتعلق بالصواريخ الباليستية، كما أذنت بتفتيش ومصادرة الشحنات التي تنتهك هذه القيود، وتمديد تجميد الأصول للحرس الثوري الإيراني (الحرس الثوري) وخطوط شحن جمهورية إيران الإسلامية (IRISL). وأجيز القرار بأغلبية 12-2، تركيا والبرازيل كانت ب«مع» وامتنعت لبنان عن التصويت. فرضت عدد من البلدان تدابير لتنفيذ وتوسيع هذه العقوبات، بما في ذلك الولايات المتحدة، والاتحاد الأوروبي، أستراليا، [156] كندا، [157] اليابان، [158] والنرويج،[159] كوريا الجنوبية، [160] وروسيا.[161]
- تمّ تمديد القرار 1984 (8 يونيو 2011) لمدة 12 شهراً أخرى لإنشاء ولاية فريق من الخبراء بموجب القرار 1929.

#### الوكالة الدولية للطاقة الذرية
ذكرت الوكالة باستمرار أنها غير قادرة على الاستنتاج بأن برنامج إيران النووي هو لأغراض سلمية تماماً. عادة يمكن استخلاص مثل هذا الاستنتاج فقط بالنسبة للبلدان التي لديها بروتوكول إضافي ساري المفعول. تخلّت إيران عن تنفيذها للبروتوكول الإضافي في عام 2006، وتوقفت أيضاً عن جميع أشكال التعاون الأخرى مع وكالة الطاقة الذرية متجاوزةً ما تقره إيران بما هو مطلوب منها لتوفير ضمانات أمنية بموجب الإتفاق الخاص بها، بعد أن قرر مجلس محافظي الوكالة، في فبراير 2006، أن تقدم إيران ضمانات لعدم امتثالها لمجلس الأمن الدولي. استند مجلس الأمن الدولي إلى الفصل السابع من ميثاق الأمم المتحدة، ثم مر القرار رقم 1737، الذي تلتزم فيه إيران بتنفيذ البروتوكول الإضافي. وقد ذكرت إيران أن أنشطتها النووية سلمية، وأن تدخل مجلس الأمن خبيث وغير قانوني. في أغسطس 2007، دخلت إيران والوكالة في اتفاق بشأن طرق حل القضايا العالقة المتبقية، وأحرزت تقدماً في القضايا المُعلقة باستثناء مسألة «الدراسات المزعومة» لتسليح إيران. وتقول إيران أنها لم تتناول الدراسات المزعومة في خطة عمل الوكالة لأنها لم تكن مدرجة في الخطة. ولم تقم وكالة الطاقة الذرية بالكشف عن الاستخدام الفعلي للمواد النووية وصِلتها بالدراسات المزعومة وتقول أنها تأسف لأنها غير قادرة لتقديم نسخ من الوثائق المتعلقة بالدراسات المزعومة، وإنما تقول وثائق شاملة ومفصلة بحيث ينبغي أن تؤخذ على محمل الجد. في حين تقول إيران أن الوكالة تستند إلى وثائق «مزورة» وبيانات «ملفقة»، وأنها لم تتلقَ نسخاً من الوثائق التي لدى الوكالة لتتمكن من إثبات أنها مزورة وملفقة.
منذ عام 2011، عبرت الوكالة عن قلقها المتزايد بشأن الأبعاد العسكرية المحتملة لبرنامج إيران النووي، وأصدرت عدداً من التقارير لتهذيب البرنامج النووي الإيراني لهذا الغرض.

#### تقرير فبراير 2007
في فبراير 2007، قام دبلوماسوين مجهولون في وكالة الطاقة الذرية بتقديم شكوى مفادها أنه قد ثبت أن معظم الاستخبارات الأمريكية المشتركة مع وكالة الطاقة الذرية غير دقيقة، وأن أياً منها لم يؤدِ إلى أي اكتشافات خطيرة داخل إيران. [138]
في 10 مايو 2007، نفت إيران ووكالة الطاقة الذرية بشدة التقارير التي أفادت بأن إيران قد امتنعت عن السماح لمفتشي الوكالة بدخول منشآت التخصيب في إيران. في 11 مايو 2007، نقلت وكالة رويترز عن المتحدث باسم وكالة الطاقة الذرية مارك فيدريكير قوله «لم يتم منعنا من الوصول إلى المنشآت في أي وقت مضى بما في ذلك الأسابيع القليلة الماضية. لكننا عادة لا نعلّق على هكذا تقارير، لكن شعرنا هذه المرة بأنه يتوجب علينا توضيح المسألة. فلو كنّا واجهنا مشكلة من هذا القبيل، لكنا قدّمنا تقريراً لمجلس» أعضاء وكالة الطاقة الذرية الـ35«، لكننا لم نقم بذلك لأن هذا الحدث المزعوم لم يحدث».

#### تقرير مايو 2007
في 30 يوليو 2007، قضى مفتشو وكالة الطاقة الذرية نحو خمس ساعات في مجمّع آراك، وهي أول زيارة من نوعها منذ شهر أبريل. كان من المتوقع أن يقوم المفتشون بزيارات أخرى لمنشآت أخرى في إيران في الأيام المقبلة.
هذا وقد قيل بأن إيران قد سمحت للمفتشين بالوصول للمنشآت في محاولة منها لتجنب فرض المزيد من العقوبات.

#### تقرير أغسطس 2007 واتفاقية إيران مع الوكالة
جاء في تقرير وكالة الطاقة الذرية المقدم لمجلس أعضاء الوكالة في 30 أغسطس 2007، أن محطة تخصيب الوقود النووي في منطقة ناتانز تعمل لكن أقل بكثير من الكمية المتوقعة من منشأة بمثل هذا التصميم. كما جاء في التقرير أن 12 من أصل 18 من أجهزة الطرد المركزي في المنشأة تعمل أيضاً. كما ذكر التقرير أيضاً بأن وكالة الطاقة الذرية «قد تمكنت من التحقق من عدم وجود عمليات تحويل للمواد النووية المعلن عنها في مرافق تخصيب اليورانيوم في إيران»؛ وبأن القضايا العالقة منذ فترة طويلة والمتعلقة بتجارب البلوتونيوم وتلويث اليورانيوم عالي التخصيب لحاويات الوقود قد «حُلّت». كما أضاف التقرير بأن الوكالة لا تزال غير قادرة على التحقق من جوانب معينة ترتبط بنطاق وطبيعة برنامج إيران النووي.

#### تقرير نوفمبر 2007
في 15 نوفمبر 2007، وجد تقرير الوكالة الدولية للطاقة النووية أن «تصريحات إيران تتسق مع المعلومات المتاحة للوكالة» فيما يتعلق بـ 9 من القضايا العالقة المدرجة في خطة العمل لشهر أغسطس من عام 2007، بما في ذلك التجارب على أجهزة الطرد المركزي P-2 والعمل مع المعادن اليورانيوم، لكن التقرير حذّر من أن معرفة الوكالة عن برامج طهران الحالية قد تقلّصت بسبب رفض إيران الاستمرار في تنفيذ البروتوكول الإضافي طواعية، مثلما رفضت مسبقاً بناءً على اتفاقية طهران في أكتوبر 2003 واتفاقية باريس في نوفمبر 2004. أما المسائل التي لا تزال قائمة فهي تتبع آثار اليورانيوم عالي التخصيب التي عُثر عليها في أحد المواقع، وإدعاءات وكالة الاستخبارات الأمريكية المستندة إلى جهاز حاسوب محمول يُزعم أنه سرق من إيران كان يحتوي على تصاميم خاصة بالأسلحة النووية. كما ذكر تقرير الوكالة الدولية للطاقة النووية أنه وعلى الرغم من مطالب مجلس الأمن بأن توقف إيران تخصيب اليورانيوم، إلا أن طهران لا تزال تنتج يورانيوم منخفض التخصيب. وقد أعلنت إيران أن لها الحق في امتلاك التكنولوجيا النووية لأغراض سلمية بموجب معاهدة الحد من انتشار الأسلحة النووية.
في 18 نوفمبر 2007، أعلن الرئيس أحمدي نجاد أنه يعتزم التشاور مع الدول العربية حول خطته الرامية لتخصيب اليورانيوم في بلد ثالث محايد مثل سويسرا، تحت إشراف مجلس التعاون لدول الخليج العربية.
انتقدت إسرائيل تقارير الوكالة الذرية للطاقة النووية الخاصة بإيران، كما انتقدت المدير السابق للوكالة محمد البرادعي. ورفض الوزير الإسرائيلي للشؤون الاستراتيجية أفيجدور ليبرمان التقارير واتهم البرادعي بأنه موالٍ لإيران.

#### تقرير فبراير 2008
في 11 فبراير 2008، أفادت التقارير الأخبارية أن تقرير وكالة الطاقة الذرية بشأن امتثال إيران لخطة العمل المتفق عليها في أغسطس 2007 سيتأخر بسبب الخلافات الداخلية على الخلاصة المتوقعة من التقرير التي تفيد بأن القضايا الرئيسية قد تم حلها.
وقد صرّح وزير الخارجية الفرنسي برنارد كوشنار أنه سيلتقي مع مدير وكالة الطاقة الذرية محمد البرادعي لإقناعه «بالاستماع للغرب»، وتذكيره بأن وكالة الطاقة الذرية هي مسؤولة فحسب عن «الجانب التقني» فحسب لقضية إيران وليس عن «الجانب السياسي».
نفى مسؤول رفيع في الوكالة ما صدر من تقارير حول الخلافات الداخلية واتهم القوى الغربية باستخدام نفس تكتيكات «الضجيج» التي وُظّفت مسبقاً ضد العراق قبل الغزو الذي قادته الولايات المتحدة الأمريكية عام 2003 لتبرير فرض مزيد من العقوبات على إيران بسبب برنامجها النووي.
أصدرت وكالة الطاقة الذرية تقريرها بشأن تنفيذ الضمانات في إيران في 22 فبراير 2008. بالرجوع إلى التقرير، صرّح مدير وكالة الطاقة الذرية محمد البرادعي «لقد تمكّنا من توضيح كافة القضايا العالقة المتبقية، ومن ضمنها القضية الأهم وهي نطاق وطبيعة برنامج إيران لتخصيب اليورانيوم»، لكن باستنثناء أمر واحد وهو الدراسات التي أجريت حول عمليات التسليح المزعومة التي من المفترض أن تكون إيران قد أجرتها في الماضي.

#### تقرير مايو 2008
في يوم 26 مايو لعام 2008، ناقشت الوكالة الدولية للطاقة الذرية تقريرها المعتاد عن تنفيذ الاحتياطات السلمية في إيران.
وطبقاً للتقرير، فإن الوكالة كانت قادرة على مواصلة التحقق من عدم تحويل المواد النووية المعلنة في إيران. فقد أمدت إيران الوكالة بوسائل الاتصال للمواد النووية المعلنة وتقاريرها الحسابية، كما كان مطلوباً باتفاقها السلمي.
استطاعت إيران تركيب عدة أجهزة طرد مركزي متضمنة نماذج أكثر حداثة. وأوضحت العينات البيئية أن أجهزة الطرد المركزي استمرت في التشغيل كما كان معلناً، منتجة يورانيوم منخفض التخصيب. كما نوه التقرير أيضاً أن بقية عناصر برنامج إيران النووي مستمر تحت إشراف الوكالة الدولية كمتابعة وإجراءء وقائي وشاملة لإنشاء محطة الماء الثقيل في آراك، وإنشاء واستخدام العامل الساخنة المرتبطة بمفاعل طهران البحثي، محاولات تحويل اليورانيوم، والمفاعل الروسي المُسَلَم لمفاعل بوشهر.
كما ذكر التقرير، أن الوكالة الدولية للطاقة الذرية قد طلبت كتطوع ومقياس للشفافية، أن يُسمح لها بزيارة مواقع تصنيع محطات الطرد المركزي. ولكن إيران رفضت الطلب. وذكر التقرير، أن إيران قد أرسلت ردود عن أسئلة تتضمن «الأبعاد العسكرية الممكنة» لبرنامجها النووي، والتي تشمل ما يُسمى بالدراسات المزعومة عن مشروع الملح الأخضر، اختبارات التفجير العالية والمركبات الحاملة للصواريخ. وطبقاً للتقرير فإن كافة الردود الإيرانية ما زالت تحت مراجعة الوكالة حتى تاريخ نشرها. ومع ذلك، وكجزء من «التقييم الشامل» السابق والمتمثل في هذه المزاعم، استجابت إيران بأن الوثائق جعلت هذه المزاعم مزورة، غير أصلية، أو مشار إليها كتطبيقات تقليدية.
وذكر التقرير، بأن إيران قد يكون لديها معلومات أكثر عن الدراسات المزعومة، والتي «تبقى كمسألة ذات أهمية كبيرة»، ولكن لم تحدد الوكالة بنفسها أي دليل لتصميم فعلي أو صناعة إيران لأسلحة نووية أو مكوناتها. وأقرت الوكالة بأنها لم يكن لديها حيازة لوثائق معينة تحتوي على الاتهامات الموجهة لإيران، وهكذا لم تكن قادرة على تبادل الوثائق مع إيران.

#### تقرير سبتمبر 2008
وفقا لتقرير 15 سبتمبر 2008، واصلت إيران إمداد الوكالة وتنفيذ الضمانات بتزويد الوكالة للوصول إلى المواد والأنشطة النووية المعلنة، والتي استمرت ليتم تشغيلها في ظل ضمانات ودون أي دليل على أي تحويل للمواد النووية والمواد اللازمة للاستخدامات الغير سلمية. ومع ذلك، أكد التقرير أن الوكالة لن تكون قادرة على التحقق من الطبيعة السلمية للبرنامج النووي الإيراني إلا إذا تبنت إيران «تدابير الشفافية» التي تجاوز اتفاق الضمانات مع الوكالة، لأن الوكالة لا تحقق من عدم وجود أنشطة نووية غير معلنة في أي بلد ما لم يكن البروتوكول الإضافي ساري المفعول.
مع الاحترام للتقرير، قال مدير الوكالة محمد البرادعي ؛ "لقد تمكنا من توضيح جميع القضايا العالقة، بما فيها أهم قضية، وهو نطاق وطبيعة "برنامج إيران لتخصيب اليورانيوم" وباستثناء قضية واحدة، " وهي دراسات التسليح المزعومة والتي أُفترض أن تكون أجرتها إيران في الماضي". [155]

#### تقرير نوفمبر 2012
في 16 نوفمبر (تشرين الثاني)، أصدرت الوكالة تقريراً يُظهر استمرار توسع قدرات إيران على تخصيب اليورانيوم. وقد بيّن التقرير أن جميع أجهزة الطرد المركزي 2784 IR-1 وهي (16 مجموعة من 174 لكل منها) قد تم تركيبها في موقع فوردو، على الرغم من وجود 4 أجهزة طرد مركزي عاملة فقط و4 أخرى مجهزة تجهيزاً كاملاً، وقد أجري عليها اختبار الفراغ، وهي جاهزة لبدء التشغيل. هذا وقد أنتجت إيران حوالي 233 كغم من اليورانيوم شبه المخصب -20%، بزيادة قدرها 43 كغم عن الكمية التي وردت في تقرير أغسطس 2012.
وقد جاء في تقرير الوكالة لشهر أغسطس (آب) 2012 أن إيران بدأت باستخدام 96 كغم من اليورانيوم المخصب بنسبة 20% الذي تملكه لإنتاج الوقود لمفاعل الأبحاث في طهران، وهذا يعني صعوبة زيادة نسبة تخصيب هذا اليورانيوم لاستخدامه في تصنيع أسلحة نووية، وذلك لأنه يجب أن يعاد تحويله أولاً إلى غاز سداسي فلوريد اليورانيوم.
على الرغم من أن المزيد من هذا اليورانيوم قد صنّع وقود، لم يتم إرسال أي يورانيوم إضافي لمصنع الوقود في أصفهان.
أشار تقرير نوفمبر (تشرين الثاني) إلى أن إيران لا تزال مصرّة على عدم السماح لمفتشي الوكالة بالوصول إلى
المواقع العسكرية في بارجين. وبالاعتماد على أدلة صور الأقمار الصناعية، تبيّن أن «إيران قد شيّدت حاوية تفجير ضخمة لإجراء التجارب الهيدروديناميكية فيها»، وهذا الإجراء ذو صلة بتطوير الأسلحة النووية. أعربت الوكالة في التقرير عن قلقها من التغيّرات التي أجريت في موقع بارجين العسكري، والتي من شأنها أن تقلل الأدلة على وجود أنشطة نووية سابقة، علماً بأنه ما من دليل على وجود أنشطة فعلية في الفترة الواقعة بين فبراير (شباط) 2005 والفترة التي طلبت فيها الوكالة من إيران السماح بالوصول إلى الموقع. هذا وتتضمن التغييرات المذكورة ما يلي:
- تواجد متكرر للأفراد والمعدات والشاحنات.
- كميات كبيرة من السوائل المتدفقة.
- إزالة الأنابيب الخارجية.
- هدم وإزالة خمس مبانٍ وهياكل معمارية أخرى، إضافة إلى السياج المحيط بالموقع.
- إعادة تركيب وتهيئة مصادر الماء والكهرباء.
- تغطية المبنى المحتوي.
- تجريف وإزالة كميات كبيرة من التراب في الأراضي الجديدة[179][182]

صرّحت إيران أنه من المتوقع بدء العمل في مفاعل أبحاث الماء الثقيل IR-40 في أراك في الربع الأول من عام 2014. خلال عمليات التفتيش على تصميم IR-40 التي أجريت في الموقع، لاحظ مفتشو الوكالة أن عمليات تركيب أنابيب دوائر التحكم بالتبريد لا تزال مستمرة.

#### تقرير فبراير 2013
في 21 فبراير 2013، أصدرت الوكالة الدولية للطاقة الذرية تقريراً يبيّن تطوراً في قدرات إيران على تخصيب اليورانيوم. لتاريخ 12 فبراير، كانت إيران قد شغّلت 12,699 جهاز طرد مركزي IR-1 في موقع ناتانز، منها 2,255 جهاز شغلت بعد إصدار التقرير السابق في نوفمبر.
تتضمن منشأة فوردو النووية، الواقعة قرب مدينة قم، 16 مجموعة تسلسلية cascade، مقسمة بالتساوي بين الوحدة الأولى والوحدة الثانية، تتضمن 2710 جهاز طرد مركزي. لا تزال إيران مستمرة في تشغيل أربع مجموعات تسلسلية ذات 174 جهاز طرد مركزي IR-1، تنتج 19.75% من اليورانيوم منخفض التخصيب من إجمالي 696 جهاز طرد مركزي للتخصيب؛ وهو نفس عدد أجهزة الطرد المركزي المخصصة للتخصيب المذكورة في تقرير نوفمبر 2012.
أنتجت إيران حوالي 280 كغم من 20% من اليورانيوم شبه المخصب، أي بزيادة قدرها 47% كغم منذ تقرير وكالة الطاقة الذرية الصادر في نوفمبر 2012، أما إنتاج اليورانيوم منخفض التخصيب فيبلغ 8271 كغم (3.5%)، مقارنة بـ 7611 كغم خلال الربع السابق.
ذكر تقرير الوكالة الدولية للطاقة الذرية الصادر في فبراير 2012 أن إيران استأنفت إعادة تحويل الـ 20% من اليورانيوم شبه المخصب على هيئة أوكسيد، لإنتاج الوقود اللازم لمفاعل الأبحاث في طهران؛ وهذا ما يزيد الأمر صعوبة أمام تخصيب اليورانيوم لاستخدامه في صناعة الأسلحة، لأنه يتعيّن تحويله مرة أخرى إلى غاز سداسي فلوريد اليورانيوم.
أشار تقرير فبراير إلى أن إيران لا تزال متمسكة في إنكار وصول مفتشي الطاقة الذرية لموقع بارجين العسكري. وقد أظهرت الأدلة التي وفرتها صور الأقمار الصناعية أن إيران قد شيّدت حاويات تفجير ضخمة لإجراء التجارب الهيدروديناميكية؛ وقد يكون هذا مؤشر على تطوير الأسلحة النووية. تعبر الوكالة من خلال التقرير عن قلقها من أن التغييرات التي حدثت في موقع بارجين العسكري قد تقضي على كل الأدلة التي تبين وجود أنشطة نووية سابقة؛ مع أن التقرير قد أشار فعلياً إلى عدم وجود أي نشاط في الموقع في الفترة الواقعة بين شهر فبراير 2005 وطلب الوكالة الوصول إلى الموقع للتفتيش. وتتضن هذه التغييرات ما يلي:
- إعادة ميزات بعض المباني إلى عهدها السابق كالجدران وأنابيب التصريف.
- إجراء تعديلات على أسطح المبنى الرئيسي والمباني الأخرى الكبيرة.
- تفكيك وإعادة بناء مرافق المباني الأخرى الكبيرة.
- بناء مبنى صغير في موقع كان فيه مسبقاً مبنى بنفس الحجم قد هُدم.
- نشر وتسوية طبقة أخرى من المواد فوق مساحة شاسعة من الأرض.
- تركيب سياج يقسم الموقع إلى قسمين.

هذا وقد سُجلت هذه الأنشطة في تقارير صور الأقمار الصناعية المؤرخة في 29 نوفمبر 2012، 12 ديسمبر 2012 و25 يناير 2013.
أفادت إيران أنه من المتوقع بدء العمل في مفاعل أبحاث الماء الثقيل IR-40 في موقع آراك في الربع الأول من عام 2014. أثناء التفتيش على تصميم IR-40، لاحظ مفتشو الوكالة أن تركيب أنابيب دائرة التبريد والتوجيه قد اكتمل تقريباً، ويشار هنا أن هذه الوحدة قد ذكرت في تقرير سابق.
تقارير الوكالة الدولية أن إيران سوف تستخدم مفاعل أبحاث طهران TRR لاختبار وقود للمفاعل IR-40، وهو المفاعل الذي طلب مجلس الأمن الدولي من إيران عدم الاستمرار في بناءه نظراً لأنه قد يستخدم لإنتاج البلوتونيوم واستخدامه في تصنيع الأسلحة النووية. ويذكر تقرير الوكالة أنه "في 26 نوفمبر 2012، تحققت الوكالة من النموذج الأولي لتركيب وقود اليورانيوم الطبيعي للمفاعل IR-40 قبل نقله إلى مفاعل أبحاث طهران TRR لاختباره. منذ زيارة الوكالة الأخيرة في 17 أغسطس 2011، لم تسمح إيران للوكالة بالوصول إلى الموقع، لذا فهي تعتمد على صور الأقمار الصناعية لمراقبة التطور في الموقع.

## إيران
أظهرت المقابلات والاستطلاعات أن أغلبية الإيرانيين في جميع الفئات العمرية يؤيدون لصالح البرنامج النووي لبلادهم. . استطلاعات الرأي في عام 2008 أظهرت أن الغالبية العظمى من الإيرانيين يريدون لبلدهم تطوير الطاقة النووية، و90٪ من الإيرانيين يعتقدون أنه مهم (81٪ من هؤلاء يعتقدون أنه مهم جداً) بالنسبة لإيران «لدينا برنامج ذو دورة وقود نووي كاملة.» على الرغم من الإيرانيين ليسوا عرب، إلا أن 6 من الجماهير العربية نعتقد أيضاً أن إيران لديها الحق في برنامجها النووي ويجب ألا تتعرض لضغوط لوقف هذا البرنامج. ووجد استطلاع في سبتمبر 2010 من قبل المعهد الدولي للسلام أن 71% من الإيرانيين يفضلون تطوير أسلحة نووية، وهو ارتفاع حاد خلال الانتخابات السابقة من قبل ذات الوكالة. ومع ذلك، ففي يوليو 2012، وجد استطلاع على وسائل الإعلام الإيرانية التي تديرها الدولة أن 2/3 امن لإيرانيين يؤيدون وقف تخصيب اليورانيوم في مقابل تخفيف تدريجي للعقوبات. وذكر مئير جافيدنفر، المعلق الإيراني مع شركة الشرق الأوسط للتحليل الاقتصادي والسياسي، في حين أن الإيرانيين يريدون الطاقة النووية، إلا أنهم لا يريدونها بالسعر التي تدفعه الحكومة.
وقالت إيران في شرح لماذا تركت برنامجها لتخصيب اليورانيوم غير معلنة للوكالة الدولية، أنه على مدى السنوات الأربعة والعشرين الماضية قد «خضعت لسلسلة من أشد العقوبات والقيود المفروضة على تصدير المواد والتكنولوجيا المخصصة لأغراض التكنولوجيا النووية السلمية» لذلك فأن بعض عناصر برنامجها كان ينبغي القيام به سراً وبشكل متقطع. وقالت إيران إن نية الولايات المتحدة «ليست سوى لجعله مُحرماً» في حين أنه من حق إيران وغير قابل للتصرف أو التخلي عن تكنولوجيا التخصيب «نهائياً وأبدياً»، وأن الولايات المتحدة صامتة تماماً على التخصيب النووي الإسرائيلي وبرنامج الأسلحة.
بدأت إيران برنامجها النووي البحوث في وقت مبكر من عام 1975، عندما تعاونت فرنسا مع إيران لإنشاء مركز تكنولوجيا النووية بأصفهان (ENTC) وذلك لتوفير التدريب للعاملين وتطوير بعض قدرات دورة الوقود النووي. إن إيران لا تخفي عناصر أخرى من برنامجها النووي. على سبيل المثال، تم الإعلان عن جهودها في التعدين وتحويل اليورانيوم في الإذاعة الوطنية، وتقول إيران أيضاً أن بالتشاور مع الوكالة والدول الأعضاء في أثناء التسعينيات أكدت أن خططها تكمن في اكتسابابها لأغراض سلمية فقط، ولتكنولوجيا تخصيب الوقود  إن تعاقدات إيران مع الدول الأخرى كانت معروفة للوكالة الدولية للطاقة الذرية للحصول على المفاعلات النووية أيضاً - ولكن تم سحب الدعم للعقود المُبرمة بعدما "أعلنت تقديرات الإستخبارات الوطنية الأمريكية الخاصة أنه في حين أن هناك الكثير من الدعاية إلا أن نوايا الطاقة النووية في إيران هي تماماً في مرحلة التخطيط"، إن طموحات الشاه قد تؤدي إيران لسعي امتلاك أسلحة نووية، خاصة في ظل تجربة نووية ناجحة في الهند في مايو 1974".
وفي عام 2003، حسبما ذكرت وكالة الطاقة الذرية أن إيران قد فشلت في الوفاء بالتزاماتها بأن تقدم تقريراً ببعض أنشطة تخصيب اليورانيوم، والتي قالت إيران بأنها بدأت في عام 1985، ولم تسلمها إلى وكالة الطاقة الذرية على النحو المطلوب كما هو موضح في اتفاق الضمانات. وذكرت الوكالة أيضا أن إيران كانت قد تعهدت بتقديم المعلومات المطلوبة للتحقق من الوكالات و«لتنفيذ سياسة التعاون والشفافية الكاملة» عن الإجراءات التصحيحية.
كررت الحكومة الإيرانية من وجود عروض لحلول وسطية (مساومات) لوضع حدود صارمة على برنامجها النووي متجاوزة بذلك ما بمعاهدة حظر الانتشار النووي والبروتوكول الإضافي والذي تتطلب قانوناً من إيران، وذلك للتأكد من أن البرنامج لا يمكن أن يتحول سراً إلى تصنيع أسلحة. وهذه العروض تشمل تشغيل البرنامج النووي الإيراني ككونسورتيوم دولي، بمشاركة كاملة من الحكومات الأجنبية. هذا العرض من قبل الإيرانيين تطابق مع الحل المقترح من قبل لجنة خبراء الوكالة الدولية لكي تحقق في مخاطر التكنولوجيات النووية المدنية والتي يمكن أن تستخدم لصنع قنابل. وقد عرضت إيران أيضاً لتكنولوجيا استخراج البلوتونيوم، وبالتالي ضمنت أن عملها بمفاعل الماء الثقيل في أراك لا يمكن أن يستخدم في صنع القنابل أيضاً. وفي الآونة الأخيرة، وبحسب ما ورد بالتقرير فإن إيران عرضت أيضاً لتشغيل أجهزة الطرد المركزي لليورانيوم الذي يقوم تلقائياً بتدمير نفسه ذاتياً إن اُستُخدم لتخصيب اليورانيوم متجاوزة بذلك ما هو مطلوب للأغراض المدنية. ومع ذلك، وبالرغم من عروض التعاون النووي من قبل الدول الخمس الدائمة العضوية في مجلس الأمن الدولي وألمانيا، فإن إيران رفضت تعليق برنامجها لتخصيب اليورانيوم مثلما يطالب المجلس. وأكد ممثل إيران أن التعامل مع هذه القضية في مجلس الأمن وإن كان مبرراً فإنه يفتقر إلى أي أساس قانوني أو فائدة عملية لبرنامجها النووي السلمي ولا يشكل تهديداً للسلم والأمن الدوليين، وأنه يتعارض مع آراء غالبية الدول الأعضاء في الأمم المتحدة، والذي اضطر المجلس لتمثيله.
«يجب ان يعلموا أن الأمة الإيرانية لن ترضخ للضغوط ولن نسمح أن تداس على حقوقها» قال الرئيس الإيراني محمود أحمدي نجاد أمام حشد 31 أغسطس 2006، في خطاب متلفز في مدينة أرومية شمال غرب إيران. أمام أقوى مؤيديه في واحدة من أهم مناطق نفوذه بالمحافظات، وهاجم الرئيس الإيراني ما أسماه «التخويف» من قبل الأمم المتحدة، التي قال إنها بقيادة الولايات المتحدة. وانتقد أحمدي نجاد رفض البيت الأبيض من عرضه لمناظرة تلفزيونية مع الرئيس بوش. واضاف قولاً «إنهم يقولون أنهم دعموا الحوار وحرية تدفق المعلومات». وأضاف «لكن عندما اقترحنا النقاش، كانوا يتجنبون المعارضة.» وأكد احمدي نجاد أن العقوبات «لا يمكن لها أن تردع الإيرانيين من قرارهم لإحراز تقدم»، ووفقا لوكالة أنباء الجمهورية الإسلامية الإيرانية التي تديرها الدولة الإيرانية. «على العكس من ذلك، فإن العديد من النجاحات التي حققناها، بما في ذلك الوصول إلى دورة الوقود النووي وإنتاج الماء الثقيل، قد تحققت في ظل العقوبات.»
تصر إيران على إجراء أنشطتها في تخصيب اليورانيوم للأغراض سلمية، ولكن الكثير من الغرب، بما في ذلك الولايات المتحدة، تزعم أن إيران تسعى لامتلاك أسلحة نووية، أو لديها القدرة على إنتاج أسلحة نووية. في 31 أغسطس 2006، كان الموعد النهائي التي دعت فيها إيران إلى الامتثال لقرار مجلس الأمن الدولي رقم 1696 وتوقف أنشطتها المتعلقة بتخصيب اليورانيوم أو ستواجه احتمال فرض عقوبات اقتصادية. وقال وكيل وزارة الخارجية الأمريكية نيكولاس بيرنز ان الولايات المتحدة تعتقد أن المجلس سيوافق على تنفيذ الجزاءات عند انعقاد الوزراء رفيعو المستوى في منتصف سبتمبر. واضاف "إننا على يقين من الذهاب إلى العمل نحو تحقيق هذه [العقوبات] وبقدر كبير من الطاقة والعزم لأن هذا لا يمكن ان يستمر إن لم يتم الرد عليه" وقال بيرنز. "من الواضح أن الإيرانيين لديهم الشروع في أبحاثهم النووية؛ يفعلون الأشياء التي لا تريدها الوكالة الدولية للطاقة الذرية أن يفعلوها، ولذلك فإن مجلس الأمن لا تريد منهم ان يفعلوا ما يريدوه يجب أن يكون هناك جواباً دولياً، ونحن نعتقد. وسوف يكون هناك واحد "."
وتؤكد إيران أنه لا يوجد أي أساس قانوني لإحالة إيران إلى مجلس الأمن التابع للأمم المتحدة فمنذ عام لم تثبت الوكالة أن الأنشطة غير المعلنة سابقا كانت على علاقة ببرنامج أسلحة نووية، وأن جميع المواد النووية في إيران (بما في ذلك المواد التي قد لا تكون معلنة) قد استأثرت ولم تحول إلى أغراض عسكرية. تقتضي المادة الثانية عشر.ث (XII.C) من النظام الأساسي للوكالة  أن تقريراً إلى مجلس الأمن الدولي لعدم الامتثال للضمانات يجب تقديمه. ولذلك فإن مجلس محافظي الوكالة، في قرار نادر وبدون إجماع قد امتنع 12 عن التصويت،  مقررين «أن إيران أخفقت عدة مرات وخرقت التزماتهاوعدم امتثالها لضمانات حظر الانتشار النووي كماما أوردته وكالة الطاقة الذرية في نوفمبر 2003» وفقا لأحكام المادة الثانية عشر. ث (XII.C) من النظام الأساسي للوكالة.
أيضاً تقلل إيران أهمية عدم قدرة الوكالة على التحقق من الطابع السلمي المحض لبرنامج إيران النووي، بحجة أن الوكالة وضعت فقط هذه الاستنتاجات في مجموعة فرعية من الدول التي صدقت ونفذت البروتوكول الإضافي. وتحققت الوكالة من عدم قدرة إيران لتحويل المواد النووية المعلنة في إيران،  ولكنها لم تستطع من التحقق إن كان هناك أنشطة غير معلنة. ووفقا لبيان ضمانات الوكالة لعام 2007، فإن 82 من الدول التي تنفذ فيها كلا ضمانات معاهدة حظر الانتشار النووي والبروتوكول الإضافي، تحققت الوكالة من عدم وجود أي نشاط نووي غير معلن في 47 دولة، بينما ظلت التقييمات ممكنة لوجود أنشطة نووية غير معلنة وجارية في 35 دولة  توقفت إيران عن تنفيذ البروتوكول الإضافي وجميع أشكال التعاون الأخرى مع وكالة الطاقة الذرية ومتجاوزة ما هو مطلوب بموجب اتفاق الضمانات الخاصة بها بعد أن قرر مجلس محافظي الوكالة أن يقدم ضمانات لعدم امتثالها لمجلس الأمن الدولي في فبراير 2006. وتصر إيران على أن هذا التعاون قد تم «طواعية»، ولكن في 26 ديسمبر 2006 م، أصدر مجلس الأمن الدولي القرار رقم 1737،  استنادا إلى الفصل السابع من ميثاق الأمم المتحدة، والتي من بين الأشياء الأخرى المطلوبة من إيران أن تتعاون بشكل كامل مع الوكالة، «مقدمة المتطلبات الرسمية لاتفاق الضمانات والبروتوكول الإضافي.» وذكرتوكالة الطاقة الذرية في 19 نوفمبر 2008، أنها «قادرة على الاستمرار في التحقق من عدم تحويل المواد النووية المعلنة في إيران»، وأنها «غير قادرة على إحراز تقدم ملموس» في القضايا الرئيسية المتبقية معربة عن القلق الشديد «بسبب» عدم تعاون إيران ". وقد حفظت إيران في مشاركة مجلس الأمن في "قضية الأنشطة النووية السلمية للجمهورية الإسلامية الإيرانية وصرحت بأنها «غير قانونية وخبيثة». وتقول إيران أيضاً أن قرارات مجلس الأمن الدولي الذي يطالب بتعليق تخصيب يشكل انتهاكاً للمادة الرابعة من معاهدة عدم انتشار الأسلحة النووية والتي تعترف بحق غير قابل للتصرف من الدول الموقعة على التكنولوجيا النووية «لأغراض سلمية».
وافقت إيران على تنفيذ البروتوكول الإضافي تحت شروط أكتوبر عام 2003 في اتفاق طهران وخليفتها، وفي نوفمبر عام 2004، كاناتفاق باريس، وفعلت ذلك لمدة عامين قبل الانسحاب من اتفاق باريس في أوائل عام 2006 وعقبها انهيار للمفاوضات مع الإتحاد الأوروبي-3، ومنذ ذلك الحين، وقد عرضت إيران ليس فقط على التصديق على البروتوكول الإضافي، ولكن لتنفيذ تدابير الشفافية بشأن برنامجها النووي التي تتجاوز البروتوكول الإضافي، طالما يتم الاعتراف بحقها في تشغيل برنامجها لتخصيب اليورانيوم. وبالرغم من ذلك يصرمجلس الأمن الدولي على أن إيران يجب أن تعلق جميع الانشطة المتعلقة بالتخصيب وإعادة المعالجة، واستبعدت الولايات المتحدةصراحة احتمال ان يكون من شأنها أن تسمح لإيران أن تنتج الوقود النووي الذي تحتاجه، حتى في ظل تفتيش دولي مكثف.
في 9 أبريل 2007، أعلنت إيران أنها بدأت تخصيب اليورانيوم بـ 3,000 جهاز طرد مركزي، ويفترض أنه في موقع نطنز لتخصيب اليورانيوم. وقال أحمدي نجاد «بشرف عظيم، أعلن أنه اعتباراً من اليوم أن بلدنا العزيز قد انضم إلى النادي النووي من الدول ويمكن ان تنتج الوقود النووي على نطاق صناعي».
في 22 أبريل 2007، أعلن الإيرانيون على لسان محمد علي حسيني، المتحدث باسم وزارة الخارجية، أن قواعد بلاده بتعليق تخصيب اليورانيوم خارجة وقبل المحادثات مع خافيير سولانا منسق السياسة الخارجية للاتحاد الأوروبي في 25 أبريل 2007.
في مارس 2009 أعلنت إيران عن خطط لفتح محطة بوشهر للطاقة النووية للسياحة كوسيلة لتسليط الضوء على نواياهم النووية السلمية.
ورداً على هذا في نوفمبر 2009، طالب مجلس محافظي الوكالة بقرار المحافظين بأن توقف إيران فوراً بناء منشآتها النووية والتي كُشفت حديثاً وتجميد تخصيب اليورانيوم، ووصف المتحدث باسم وزارة الخارجية رامين مهمانبرست القرار بأنه «عرض ... يهدف إلى ممارسة ضغط على إيران، والتي سوف تكون دون ذات جدوى». وأذنت الحكومة الإيرانية فيما بعد منظمة الطاقة الذرية في البلاد إلى البدء في بناء عشر محطات أكثر لتخصيب اليورانيوم لتعزيز إنتاج الكهرباء في البلاد.
نحَّى جانباً الرئيس الإيراني محمود أحمدي نجاد في 1 ديسمبر التهديد بفرض عقوبات الأمم المتحدة بسبب فشل بلاده لقبول صفقة اقترحتها الأمم المتحدة بشأن برنامجها النووي، مشيراً إلى أن مثل هذه الخطوة من قبل الدول الغربية لن تعيق البرنامج النووي الإيراني. وقال أحمدي نجاد للتلفزيون الحكومي إنه يعتقد أن إجراء مزيد من المفاوضات مع القوى العالمية بشأن البرنامج النووي لبلاده لم تكن هناك حاجة لها، واصفاً التحذيرات من قبل القوى الغربية أن إيران سوف تكون معزولة إذا فشلت في قبول صفقة اقترحتها الامم المتحدة بأنها «سخيفة».
شاهد كبار المسئولين من إيران وروسيا تغذية إيران لمحطة بوشهر-1 في 21 أغسطس 2010. وذكرت وسائل الإعلام الرسمية في البلاد، محاولة المساعدة في توليد الكهرباء من الطاقة النووية. في حين ذكرت وسائل الاعلام الرسمية ان الأمر سيستغرق حوالي شهرين للمفاعل لبدء توليد الكهرباء، وتقول الوكالة النووية الروسية أنه سوف يستغرق وقتا أطول. آية الله علي خامنئي، المرشد الأعلى في إيران، أكد مؤخرا بحق إيران في إقامة محطات نووية.
ونظراً لتأثر إيران بالشلل من العقوبات الدولية على الاقتصاد الإيراني، قام إسماعيل أحمدي مقدم، قائد الشرطة الوطنية، بمنع وسائل الإعلام التي تسيطر عليها الدولة لتجنب عرض صور من الناس يتناولون نوع من الدجاج الفاخرة بأسعار عالية.
يوم 17 سبتمبر 2012، بينما وأثناء النقاش في المؤتمر العام للوكالة، هاجم رئيس هيئة الطاقة الذرية الإيرانية، فريدون عباسي، وكالة الطاقة الذرية، قائلاً أن «الإرهابيين والمخربين» ربما قد تسللوا إلى الوكالة من أجل عرقلة البرنامج النووي الإيراني. وقال عباسي أن يوم 17 أغسطس 2012، تم تخريب محطة لتخصيب اليورانيوم تحت الأرض، ووصل مفتشو الوكالة الدولية في إيران لتفتيشها بعد فترة وجيزة. لاحظت وكالة أسوشيتد برس أن تعليقاته تعكس عزم إيران مواصلة تحدي الضغوط الدولية بشأن برنامجها النووي. وقال مارك فيتزباتريك من المعهد الدولي للدراسات الاستراتيجية، أن اتهامات إيران بشأن وكالة الطاقة الذرية «هي مستوى منخفض جديد. يحشر على نحو متزايد، فهي انتُقِدت بعنف». واعتبرت ادعاءات عباسي من قبل بعض الخبراء الغربيين عن توفير ذريعة محتملة لإيران لخفض مستوى تعاونها رسميا مع الوكالة الدولية. كما التقى عباسي بشكل منفصل مع المدير العام للوكالة أمانو، وبعد ذلك ضغطت وكالة الطاقة الذرية على إيران لمعالجة المخاوف في برنامجها النووي، وقالت إن الوكالة مستعدة للمفاوضات قريباً. وقال إن الوكالة لا تعلق على تصريحات عباسي بشأن «الإرهابيين والمخربين»، ولكن لم أقول إنه أمر حيوي أن إيران تتعاون مع مفتشي الوكالة من أجل توضيح الشكوك بشأن برنامجها النووي. وفي مقابلة على هامش للمؤتمر العام للوكالة. نقلت الصحيفة عن عباسي قوله ان إيران قدمت عمدا معلومات كاذبة بشأن برنامجها النووي لتضليل الاستخبارات الغربية. وقال عباسي، الذي كان هدفا للاغتيال في عام 2010، أن إيران بالغت في تقدم برنامجها في بعض الأحيان وقللت أحيانا تقدمه.

### فتوى علي خامنئي حول تحريم استخدام السلاح النووي
كشفت وزارة الخارجية الإيرانية في اجتماع الوكالة الدولية للطاقة الذرية في فيينا عن أن علي الخامنئي أصدر فتوى بتحريم إنتاج، وتخزين، واستخدام الأسلحة النووية. واعتبرت هذه الفتوى ضمانة للغرب بأنّ إيران لا تسعى إلى امتلاك السلاح النووي كما قال الرئيس الاميركي باراك اوباما:«انّ فتوى المرشد الأعلى للثوة الإسلامية في إيران علي خامنئي حول تحريم السلاح النووي تشكل آلية جيدة للالتزام بالاتفاق.» وأكد قائد الثورة الإسلامية أن البرنامج النووي الإيراني هو لأغراض سلمية، وأن مبادئ الجمهورية الإسلامية تمنعها من اللجوء إلى استخدام الأسلحة النووية.

## الولايات المتحدة
أصر الرئيس الأمريكي جورج بوش يوم 31 أغسطس 2006، أنه «يجب أن تكون هناك عواقب» لتحدي إيران لمطالب توقف تخصيب اليورانيوم. وأكد «أن العالم يواجه الآن تهديداً خطيراً من النظام المتطرف في إيران، وحزب الله بأسلحته الإيرانية، وتمويله، ونصحه». كما أصدرت الوكالة تقريراً يقول أن إيران لم تعلق أنشطتها لتخصيب اليورانيوم وقالت الأمم المتحدة؛ أن هذا التقرير قد فتح الطريق لعقوبات مجلس الأمن الدولي ضد إيران، مواجهة بذلك مهلة قد حددها مجلس الأمن لوقف انشطتها لتخصيب اليورانيوم، ولم تعد إيران لديها أدنى شك في أنها سوف تتحدى الغرب ومواصلة برنامجها النووي.
صدر تقرير للكونغرس الأمريكي في 23 أبريل عام 2006، لخَّص التاريخ الوثائقي للبرنامج النووي الإيراني، وذكر أيضاً ادعاءات ضد الوكالة. حيث استجابت الوكالة لرسالة شديدة اللهجة من بيت مخابرات الولايات المتحدة ورئيس لجنتها بيتر هويكسترا، والتي وُصفت بأنها «شائنة ومضللة» المزاعم التي أوردها التقرير. كما أن مفتش الوكالة أقيل بتهمة انتهاك سياسة من المفترض أن تـ«قول الحقيقة كاملة» بشأن إيران، وأشار إلى أخطاء واقعية أخرى، مثل الإدعاء بأن إيران خصبت اليورانيوم «لصنع اسلحة نووية».
وقال جون بولتون، سفير الولايات المتحدة لدى الأمم المتحدة في 31 أبريل 2006، أنه يتوقع العمل لفرض عقوبات أخرى بعد انتهاء المُهلة المُقررة، وذلك بعقد اجتماعات لمسئولين رفيعي المستوى في الأيام المقبلة، تليها مفاوضات على لغة قرار العقوبات. وقال بولتون أنه عندما يمر موعد المهلة "سيرتفع علم صغير"، إعلاناً لما قد يحدث بعد ذلك، عند هذه النقطة، إن لم تكن إيران قد علقت جميع أنشطتها لتخصيب اليورانيوم، فإنها لن تكون في امتثال لهذا القرار"، وأضاف "أنه عند هذه النقطة، فإن الخطوات التي اتفق عليها وزراء الخارجية سابقاً ... كانت ستبدأ في الحديث عن كيفية تنفيذ تلك الخطوات." كما أن الدول الخمس دائمة العضوية في مجلس الأمن، بالإضافة إلى ألمانيا قد رفضت عرضاً سابقاً لإيران لمجموعة من الحوافز تستهدف اقناع البلاد لاستئناف المفاوضات، ولكن إيران لم توقف أنشطتها النووية الأولى. وشملت الحوافز عروض لتحسين وصول إيران إلى الاقتصاد الدولي من خلال المشاركة في مجموعات مثل منظمة التجارة العالمية وتحديث صناعة الاتصالات السلكية واللاسلكية. كما ذكرت الحوافز أيضا إمكانية رفع القيود المفروضة على المصنعين الأمريكيين والأوروبيين الراغبين في تصدير الطائرات المدنية إلى إيران. والاتفاق المقترح على المدى الطويل المصاحب للحوافز عرضت "بداية جديدة في المفاوضات".
اشتكى مسئولو الوكالة في عام 2007، أن معظم المخابرات الأمريكية المشتركة معها حتى الآن لكشف برنامج إيران النووي أثبتت بأنها غير دقيقة، وأن لا أحد قد أدى إلى اكتشافات كبيرة داخل إيران في خلال ذلك الوقت.
خلال عام 2008، رفضت الولايات المتحدة مراراً استبعاد استخدام الأسلحة النووية في هجوم على إيران. وبمراجعة الوضع النووي للولايات المتحدة على الملأ في عام 2002 تصور على وجه التحديد استخدام الأسلحة النووية على أساس الضربة الأولى، حتى ضد الدول المسلحة غير النووية. وذكر التحقيق الصحفي لسيمور هيرش أنه وفقاً لمسئولين عسكريين، فإن إدارة بوش تخطط لاستخدام الأسلحة النووية ضد «المنشآت النووية الإيرانية الموجودة تحت الأرض».
وعندما سُئِل تحديداً عن احتمال استخدام الأسلحة النووية ضد إيران، ادعى الرئيس بوش أن «كل الخيارات مطروحة على الطاولة». وفقاً للنشرة الذرية لعلماء الذرة، فإن بوش «هدد مباشرة إيران لضربة نووية وقائية. ومن الصعب قراءة رده بأي طريقة أخرى». وردت السلطات الإيرانية على الدوام أنها لا تسعى لامتلاك أسلحة نووية باعتبارها رادعة للولايات المتحدة، وبدلا من ذلك التأكيد على إنشاء منطقة خالية من الأسلحة النووية في الشرق الأوسط. إن سياسة استخدام الأسلحة النووية على أساس الضربة الأولى ضد المعارضين للدول غير النووية يشكل انتهاكاً سلبياً للولايات المتحدة التي تتعهد بضمان الأمن بعدم استخدام الأسلحة النووية ضد الدول غير الأعضاء في معاهدة عدم الانتشار النووي (NPT) مثل إيران. إن التهديد باستخدام الأسلحة النووية ضد بلد آخر يشكل انتهاكاً لقرار مجلس الأمن التابع للأمم المتحدة برقم 984 ومحكمة العدل الدولية للفتوى بشأن مشروعية التهديد أو استخدام الأسلحة النووية.
في ديسمبر 2008، أعطى الرئيس المنتخب باراك أوباما في مقابلة يوم الأحد «واجه الصحافة» مع مضيفه توم بروكا قائلاً خلالها أن الولايات المتحدة تحتاج إلى «تكثيف الجهود الدبلوماسية الصعبة ولكن مباشرة مع إيران». وقال في رأيه أن الولايات المتحدة تحتاج أن توضح للإيرانيين أن مجال التنمية المزعوم للأسلحة النووية وتمويل المنظمات «مثل حماس وحزب الله»، والتهديدات ضد إسرائيل هي «غير مقبولة». أوباما يدعم الدبلوماسية مع إيران من دون شروط مسبقة «للضغط على إيران لوقف برنامجها النووي غير المشروع». وقد رحب محمد البرادعي الموقف الجديد لإجراء محادثات مع إيران بانها «طال انتظاره». وقالت إيران أنه يجب على أوباما الاعتذار عن القصف الأمريكي لهيروشيما وناغازاكي في الحرب العالمية الثانية، ويجب توقف إدارته عن الحديث إلى العالم و«الاستماع إلى ما يقوله الآخرون». وفي أول مقابلة صحفية له رئيساً، قال أوباما لقناة العربية أنه «إذا كان هناك دول مثل إيران على استعداد لإرخاء قبضتها، فإنها ستجد يداً ممدودة من جانبنا».
في مارس 2009، قال مدير الاستخبارات الوطنية الأمريكية دنيس س. بلير ومدير وكالة المخابرات الدفاعية جنرال مايكل د. ميبلز للجنة مجلس الشيوخ في الولايات المتحدة أنه على القوات المسلحة الاستماع أن إيران ليس لديها سوى يورانيوم منخفض التخصيب، والذي لم تكن هناك مؤشرات على أنه كان تكريراً. تعليقاتهم ورد قال في وقت سابق من تلك المصنوعة من قبل العامة والجنرال الإسرائيلي أن الولايات المتحدة توصلت إلى استنتاجات مختلفة من نفس الحقائق.
في 7 أبريل 2009، قبضت منطقة مانهاتن على محامياً ممولاً وممشتبه في بنوك مانهاتن المستخدمة لتحويل الأموال بين الصين وإيران ماراً بأوروبا والولايات المتحدة. السؤال يكمن في إمكانية إستخدامها لصنع الأسلحة فضلا عن أغراض مدنية، ولكن بعض المواد يمكن أن تستخدم في صنع فوهات المحرك التي يمكن أن تحمل درجات الحرارة النارية وأجهزة الطرد المركزي التي يمكنها تخصيب اليورانيوم وتحويلها إلى وقود نووي. إن الاتهام بحد أقصى يصل إلى سنة في السجن بتهمة التآمر من الدرجة الخامسة وبحد أقصى أربع سنوات بتهمة تزوير السجلات التجارية. وقال ديفيد أولبرايت، وهو خبير الأسلحة النووية الذي ساعد في النيابة العامة، أنه من المستحيل أن يقول كيف استخدمت إيران أو يمكن استخدام المواد الخام التي حصلت عليها.
لقد تم إصدار وثيقة من مكتب وزارة الخارجية الأمريكية للاستخبارات والبحوث في أغسطس 2009، وأوضحت أن إيران لم يكن لديها القدرة التقنية اللازمة لإنتاج اليورانيوم عالي التخصيب قبل عام 2013، ولم يكن لدى مجتمع الاستخبارات الأمريكية أي دليل على أن إيران قدمت حتى الآن قرار إنتاج اليورانيوم العالي التخصيب.
في 26 يوليو 2009، حكمت وزيرة الخارجية هيلاري كلينتون صراحة إمكانية سماح إدارة أوباما لإيران أن تنتج الوقود النووي الذي تحتاجه، في ظل تفتيش دولي مكثف.
بعد نوفمبر 2009، قرر مجلس محافظي الوكالة بمطالبة إيران بوقف فوري لبناء منشأتها النووية الحديثة وتجميد تخصيب اليورانيوم، وقد تجنب المتحدث باسم البيت الأبيض روبرت جيبس بذكر العقوبات ولكنه أشار إلى أن هناك تدابير أكثر صرامة يمكن اتخاذها في حال الشعور بالخطر حيال إيران: وقد عقبه المندوب الإيراني بأنه«إذا رفضت إيران الوفاء بالتزاماتها، بعد ذلك فسوف تكون مسئولة أكثر عن عزلتها المتزايدة الخاصة والعواقب اللاحقة». وقد قال جلين ديفيز، مندوب الولايات المتحدة ومفوض الوكالة الدولية للطاقة الذرية، للصحفيين: «ستة أمم ... لأول مرة جاءوا معاً ... [و] وضعوا معاً هذا القرار.. لقد اتفقنا جميعا على هذا، وهو تطور كبير».
أصدرت ورقة بحثية بالكونغرس الأمريكي عام 2009 تقول فيه؛ أن الاستخبارات الأمريكية تعتقد أن إيران أنهت "تصميم السلاح نووي وعمل التسليح" في عام 2003. بعض المستشارين داخل إدارة أوباما أكد استنتاجات الاستخبارات،  في حين قال أحد "كبار المستشارين" في إدارة أوباما " أنهم لم يعودوا يؤمنون" إن النتائج الرئيسية لتقرير الاستخبارات الوطنية عام 2007. وقال توماس فينغار، رئيس مجلس الإدارة السابق لرئيس مجلس المخابرات الوطني حتى ديسمبر 2008، أن التقييم الأصلي للمخابرات الوطنية عام 2007 بشأن إيران "أصبح مستمر"، لأن البيت الأبيض أوضح تعليمات لمجتمع الاستخبارات بإطلاق سراح النسخة غير السرية من الأحكام الرئيسية الواردة في التقرير لكنه امتنع عن تحمل مسؤولية صدوره ". تقديرات الاستخبارات الوطنية (NIE) هو حكم كتابي الأكثر حجية يتعلق بالمشاكل الأمنية ويعدها مدير وكالة المخابرات المركزية.
عام 2013، وعقب فوز حسن روحاني بانتخابات الرئاسة الإيرانية، أفاد موظفون أمريكيون كبار بإن الولايات المتحدة ترى في انتصار روحاني تطوراً إيجابياً، إلا أن الإيرانيين لن يحظوا بتنازلات من القوى العظمى قبل إن يتخذوا هم خطوات مسبقة بأنفسهم. كما أفادوا في حديث لصحيفة هآرتس الإسرائيلية أن الولايات المتحدة أوضحت لاسرائيل بأنه ليس في نيتها تخفيف الضغط على طهران بل العكس زيادته. والدليل هو أنه في بداية تموز 2013 دخلت حيز التنفيذ عقوبات أمريكية جديدة على التجارة بالريال الإيراني.
وحسب أقوالهم فإن العقوبات الشديدة ألحقت أضراراً جسيمة بالاقتصاد الإيراني، ولعبت دوراً في نتائج الانتخابات وانتصار روحاني. وقد قال الموظفون "إن الشعب الإيراني صوّت على الاقتصاد ورفض الوضع الراهن. العقوبات هي وسيلة لدفع إيران إلى المرونة في المفاوضات واتخاذ الخطوات اللازمة في موضوع البرنامج النووي. ينبغي أيضاً إن نرى إذا كان روحاني جدياً أم لا، ونحن نأمل بأن يكون في حالة ضغط لتنفيذ وعوده الانتخابية". وأوضح الموظفون بأنه على الرغم من انتصار روحاني، لن يكون تخفيف للعقوبات دون أن تقوم إيران بأعمال لتجميد تخصيب اليورانيوم إلى مستوى 20%".
فور فوز روحاني في الانتخابات في 15 حزيرات (يونيو) 2013، نُشر في كل من الولايات المتحدة وبريطانيا وفرنسا وألمانيا بيانات إيجابية نسبية، هنأت الشعب الإيراني بالنتائج وأعربت عن الرغبة في استئناف المحادثات مع إيران. وأعلنت الولايات المتحدة بأنها معنية بالشروع في مفاوضات مباشرة مع الحكومة الجديدة في طهران.
يرفض الإيرانيون فتح حوار مباشر مع الولايات المتحدة. في جولة المحادثات الأخيرة في كازاخستان التقى الإيرانيون مع القوى العظمى (5+1) بشكل منفصل باستثناء مندوبي الولايات المتحدة. وقال الموظفون «إننا لن نطارد الإيرانيين، فهم يعرفون موقفنا جيداً وإذا أرادوا فسيسرنا اللقاء بهم». الأمريكيون يعتقدون أن الموضوع هو موضوع أمن قومي بالنسبة لهم، وهم يتعاملون مع ذلك بناءً على هذا الوضع. لكنهم يعتقدون بأنه لا تزال توجد نافذة فرض للمفاوضات والحل الدبلوماسي إلى جانب تشديد الضغط الاقتصادي على إيران. وقال الرئيس إوباما أنه لن يسمح لإيران بالحصول على سلاح نووي.

## الرئيس روحاني والبرنامج النووي الإيراني
عقب فوز حسن روحاني في انتخابات الرئاسة الإيرانية، سلطت وكالات الأنباء الأضواء على الدور الذي سيلعبه الرئيس في الملف النووي الإيراني، إذ كان قد تولى منصب كبير المفاوضين النوويين في إيران في الفترة من 6 أكتوبر 2003 مع 15 آب من 2005، وهي الفترة التي شهدت ذروة الاهتمام الدولي بالبرنامج النووي الإيراني؛ واعتماد قرارات شديدة اللهجة من قبل الوكالة الدولية للطاقة الذرية.
وجاء في تقرير لوكالة رويترز نشر في 2013/06/19 في صحيفة القبس الكويتية أنه ومنذ سنوات قبل أن ينتخب رئيساً لإيران بشهر، كان حسن روحاني يقر إخفاء البرنامج النووي لبلاده، وقال يوماً أنه حين حصلت باكستان على قنبلة ذرية، وبدأت البرازيل تخصب اليورانيوم، «بدأ العالم يعمل معهما». تلك التصريحات تعطي لمحة عن تفكير روحاني القديم، الذي يُنظر إليه على نطاق واسع على أنه معتدل أو محافظ عملي، والذي اعتبرت الولايات المتحدة ودول غربية فوزه المفاجئ في انتخابات الرئاسة، ليخلف الرئيس محمود أحمدي نجاد، ايجابياً.. على الأقل من النظرة الأولى.
وأعلن روحاني بعد فوزه أنه ينوي أن يتواصل بشكل إيجابي مع العالم، ويجري مفاوضات «نشطة أكثر» بشأن البرنامج النووي لبلاده، بعد أن قوبلت النزعة التصادمية لأحمدي نجاد بإخضاع البلاد لعقوبات دولية، وتعريضها لتهديدات عسكرية من إسرائيل والولايات المتحدة.
عمل روحاني أميناً للمجلس الأعلى للأمن القومي من عام 1989 حتى عام 2005. وفي خريف عام 2004، ألقى روحاني خطاباً أمام المجلس الأعلى للثورة الثقافية، بعنوان «التحديات التي تواجه إيران والوكالة الدولية للطاقة الذرية بشأن الملف النووي». في ذلك الخطاب، قال روحاني إن إيران ليست بحاجة إلى أسلحة نووية. وقال روحاني في خطابه: «فيما يتعلق بتصنيع قنبلة نووية.. لم نرد قط التحرك في هذا الاتجاه، ونحن لم نطور بشكل كامل بعد قدراتنا الخاصة بدورة الوقود. وهذه بالمناسبة مشكلتنا الرئيسية».
لكنه تحدث عن نوع من سياسة الواقع النووي، لإجبار الغرب على القبول بقدرات التخصيب الإيرانية، كما أشار بشكل إيجابي إلى نجاح باكستان في امتلاك أسلحة نووية. وقال روحاني: «إذا جاء اليوم وأكملنا دورة الوقود (النووي)، ورأى العالم أن ما من خيار آخر أمامه، وأننا نمتلك بالفعل التكنولوجيا، سيتغير الموقف».
واستطرد: «العالم لم يكن يريد لباكستان أن تمتلك قنبلة ذرية، أو أن تمتلك البرازيل دورة الوقود، لكن باكستان صنعت قنبلتها وامتلكت البرازيل دورة الوقود، وبدأ العالم يعمل معهما. مشكلتنا هي أننا لم نحقق أياً منهما، لكننا نقف على العتبة».
كما ناقش روحاني قرار إيران اخفاء أنشطتها النووية في أواخر الثمانينات والتسعينات، حين كانت تعتمد على شبكة سرية للحصول على تكنولوجيا التخصيب النووي، ارتبطت براعي البرنامج النووي الباكستاني عبد القدير خان.
وقال روحاني: «كانت النية الإخفاء. لم يكن من المفترض أن يحدث هذا في العلن. لكن على أي حال الجواسيس كشفوه. لم نكن نود أن نعلن كل هذا». لكنه أضاف أنه مع إعادة النظر إلى الوراء، كان من الأفضل عدم إخفاء الأنشطة النووية، وأنه إذا كانت إيران كشفت عنها من البداية «لم نكن لنواجه أي مشكلة الآن، أو أن مشاكلنا كانت ستكون أقل مما هي الآن».
وتحدث روحاني ــ الذي انتقد في سنوات لاحقة ميل أحمدي نجاد لتبني سياسة تصادمية في القضية النووية ــ في عام 2004 لمصلحة إستراتيجية هادئة ومحسوبة مع الغرب. وأوصى بقبول تجميد التخصيب الذي طرح خلال المفاوضات مع بريطانيا وفرنسا وألمانيا وإنهائه في نقطة ما.

## إسرائيل والبرنامج النووي الإيراني
طالع أيضًا: تدمير إسرائيل في السياسة الإيرانية
منذ فوز حسن روحاني في انتخابات الرئاسة الإيرانية، نقل مسؤولون كبار في إدارة أوباما سلسلة رسائل تهدئة لإسرائيل خلال شهر حزيران (يونيو) 2013، وذلك بشأن المحادثات المتوقع استئنافها في بداية أيلول (سبتمبر) 2013 مع النظام في إيران.
فبينما يُظهر الغرب تفاؤلاً مستمداً من أن 51% من الإيرانيين صوتوا للمرشح الذي لم يحظَ بتأييد الزعيم الأعلى علي خامنئي، فإن نتنياهو يرى في ذلك أنباء غير سارة. فرئيس الوزراء الذي فوجئ من النتائج يرى فيها تهديداً حقيقياً على الضغط الدولي الذي تبلور ضد إيران في السنوات الأخيرة. وكان التقرير الذي نشرته حكومة إسرائيل يعكس ذلك، فبينما رغبت وزارة الخارجية في الانتظار وعدم نشر التعقيب إلا بعد فحص بيانات الولايات المتحدة وباقي الدول الغربية، طلب نتنياهو إصدار بيان مبكر قدر الإمكان وبصيغة حادة على نحو خاص. وأشار موظف إسرائيلي كبير إلى أن الأجواء في مكتب نتنياهو كانت تقترب في تلك اللحظات من الهستيريا.
لقد كان الموضوع الإيراني أهم بند في أجندة نتنياهو منذ الأزل وبقوة أكبر في الانتخابات الإيرانية الأخيرة. وكان رد فعل نتنياهو على انتصار روحاني سلبياً؛ فقد كانوا في مكتب رئيس الوزراء يعرفون بأنه في أعقاب انتصار روحاني تعتزم القوى العظمى الشروع في مساعي دبلوماسية متجددة حيال إيران. وأشار موظف إسرائيلي كبير إلى أن نتنياهو ومستشاريه لا يرفضون إمكانية أن يكون جزء من الخطوة فتح قناة محادثات مباشرة بين البيت الأبيض وطهران.
عرضت إسرائيل في المحادثات مع الإمريكيين والأوروبيين موقفاً متصلباً وغير متنازل في المفاوضات مع إيران. فرئيس الوزراء نتنياهو يطلب أن يتوقف الإيرانيون تماماً عن كل تخصيب لليورانيوم. كما أنه يطالب بأن يخرجوا المادة النووية من الدولة ويغلقوا المنشأة النووية تحتأرضية في فوردو.

منذ خطاب نتنياهو في الأمم المتحدة عن الخط الأحمر، خفف من تصريحاته عن إمكانية هجوم إسرائيلي أحادي الجانب في إيران. وأحد أسباب ذلك هو إعطاء فرصة إسرائيلية للعقوبات الدولية بمواصلة التأثير. كان ثمة سبب آخر وهو حالة الطقس الشتوية التي تجعل الهجوم في إيران صعباً، لكن ومع حلول الصيف وتحسن حالة الطقس، عاد نتنياهو إلى خطاب التهديدات المبطنة بالهجوم على إيران.
وعلى الرغم من تصريحات نتنياهو العديدة حول الذراع الطويلة لاسرائيل، فإن الأحاديث مع المسؤولين في الإدارة الأمريكية في مطلع حزيران (يونيو) تبين أن في واشنطن اليوم لا يوجد تخوف كبير من أن ينطلق نتنياهو في عملية عسكرية دون تنسيق مع الولايات المتحدة. وأفاد مسؤولون أمريكيون إلى أن الاتصالات بين واشنطن وإسرائيل في الموضوع الإيراني توثقت جداً منذ زيارة أوباما لإسرائيل في شهر آذار (مارس) 2013 وتقلصت الفجوات بين الطرفين.
يفيد المسؤولون الأمريكيون بأن الموضوع يمس الأمن القومي وأنهم يتعاملون مع الأمر بناءً على الوضع، لكنهم يعتقدون أنه لا تزال هناك نافذة فرص للمفاوضات والحل الدبلوماسي إلى جانب تشديد الضغط الاقتصادي على إيران. في حين يصر الرئيس على أنه لن يسمح لإيران بالحصول على سلاح نووي.

## البحوث والكتب
أزمة مُصنَّعة: القصة غير المروية عن الرعب النووي الإيرانيهو كتاب صدر عام 2014 من تأليف غاريث بورتر، المؤرخ الأمريكي والصحفي الاستقصائي والمؤلف ومحلل السياسات المتخصص في سياسة الأمن القومي للولايات المتحدة. في هذا الكتاب المؤلف من 310 صفحات، يؤكد بورتر أن برنامج إيران النووي كان سلميًا، بحجة أن الأدلة التي يُستشهد بها على نطاق واسع لإثبات طموحات إيران في الحصول على أسلحة نووية هي من اختلاق إسرائيل والولايات المتحدة.

## اقرأ أيضاً
- تدمير إسرائيل في السياسة الإيرانية
- عملية أبابيل
- الاتفاقية الشاملة للبرنامج النووي الإيراني
- فتوي خامنئي حول تحريم السلاح النووي
- هجوم دودة ستكسنت على المنشآت النووية الإيرانية
- أكبر اعتماد
- منشآت نووية في إيران
- محطة كهرباء بوشهر النووية
- علاقات إيران الخارجية
- مجيد شهرياري
- سيمور هيرش
- جون بولتون
- مجموعة 5+1

## وصلات خارجية
- المواقع النووية الإيرانية بي بي سي العربية